# Pandemia de COVID-19 en Colombia
La pandemia de COVID-19 en Colombia inició el 6 de marzo de 2020 en Bogotá, con la llegada de una mujer infectada, de 19 años procedente de Milán, Italia. Hasta el 31 de agosto de 2023, se han reportado 6 378 000 casos confirmados, 142 961 fallecidos y 6 190 683 recuperados de COVID-19 en Colombia.
Por motivo de la pandemia, se declaró emergencia sanitaria y se impusieron restricciones, como la cancelación de eventos públicos de más de 500 personas. Con el fin de contener el contagio, se decretó cuarentena total en Colombia desde el 25 de marzo de 2020, hasta el 31 de agosto.

## Cronología
| Casos de COVID-19 en Colombia Muertes Recuperaciones Casos activos 202020212022marabrmayjunjulagosepoctnovdicenefebmarabrmayjunjulagosepoctnovdicenefebmarabrmayjunjulagosepÚltimos 15 días | Casos de COVID-19 en Colombia Muertes Recuperaciones Casos activos 202020212022marabrmayjunjulagosepoctnovdicenefebmarabrmayjunjulagosepoctnovdicenefebmarabrmayjunjulagosepÚltimos 15 días | Casos de COVID-19 en Colombia Muertes Recuperaciones Casos activos 202020212022marabrmayjunjulagosepoctnovdicenefebmarabrmayjunjulagosepoctnovdicenefebmarabrmayjunjulagosepÚltimos 15 días | Casos de COVID-19 en Colombia Muertes Recuperaciones Casos activos 202020212022marabrmayjunjulagosepoctnovdicenefebmarabrmayjunjulagosepoctnovdicenefebmarabrmayjunjulagosepÚltimos 15 días | Casos de COVID-19 en Colombia Muertes Recuperaciones Casos activos 202020212022marabrmayjunjulagosepoctnovdicenefebmarabrmayjunjulagosepoctnovdicenefebmarabrmayjunjulagosepÚltimos 15 días |
| --- | --- | --- | --- | --- |
| Fecha | Fecha | | N.º de casos | N.º de muertes |
| 2020-03-06 | 2020-03-06 | | 1(—) | |
| ⋮ | ⋮ | | 1(=) | |
| 2020-03-09 | 2020-03-09 | | 3(+200%) | |
| 2020-03-10 | 2020-03-10 | | 3(=) | |
| 2020-03-11 | 2020-03-11 | | 9(+200%) | |
| 2020-03-12 | 2020-03-12 | | 13(+44%) | |
| 2020-03-13 | 2020-03-13 | | 16(+23%) | |
| 2020-03-14 | 2020-03-14 | | 24(+50%) | |
| 2020-03-15 | 2020-03-15 | | 45(+88%) | |
| 2020-03-16 | 2020-03-16 | | 57(+27%) | 1(—) |
| 2020-03-17 | 2020-03-17 | | 75(+32%) | 1(=) |
| 2020-03-18 | 2020-03-18 | | 102(+36%) | 1(=) |
| 2020-03-19 | 2020-03-19 | | 128(+25%) | 1(=) |
| 2020-03-20 | 2020-03-20 | | 175(+37%) | 1(=) |
| 2020-03-21 | 2020-03-21 | | 210(+20%) | 1(=) |
| 2020-03-22 | 2020-03-22 | | 235(+12%) | 2(+100%) |
| 2020-03-23 | 2020-03-23 | | 306(+30%) | 3(+50%) |
| 2020-03-24 | 2020-03-24 | | 378(+24%) | 3(=) |
| 2020-03-25 | 2020-03-25 | | 470(+24%) | 4(+33%) |
| 2020-03-26 | 2020-03-26 | | 491(+4,5%) | 6(+50%) |
| 2020-03-27 | 2020-03-27 | | 539(+9,8%) | 6(=) |
| 2020-03-28 | 2020-03-28 | | 608(+13%) | 6(=) |
| 2020-03-29 | 2020-03-29 | | 702(+15%) | 10(+67%) |
| 2020-03-30 | 2020-03-30 | | 798(+14%) | 14(+40%) |
| 2020-03-31 | 2020-03-31 | | 906(+14%) | 16(+14%) |
| 2020-04-01 | 2020-04-01 | | 1065(+18%) | 17(+6,2%) |
| 2020-04-02 | 2020-04-02 | | 1161(+9%) | 19(+12%) |
| 2020-04-03 | 2020-04-03 | | 1267(+9,1%) | 25(+32%) |
| 2020-04-04 | 2020-04-04 | | 1406(+11%) | 32(+28%) |
| 2020-04-05 | 2020-04-05 | | 1485(+5,6%) | 35(+9,4%) |
| 2020-04-06 | 2020-04-06 | | 1579(+6,3%) | 46(+31%) |
| 2020-04-07 | 2020-04-07 | | 1780(+13%) | 50(+8,7%) |
| 2020-04-08 | 2020-04-08 | | 2054(+15%) | 55(+10%) |
| 2020-04-09 | 2020-04-09 | | 2223(+8,2%) | 69(+25%) |
| 2020-04-10 | 2020-04-10 | | 2473(+11%) | 80(+16%) |
| 2020-04-11 | 2020-04-11 | | 2709(+9,5%) | 100(+25%) |
| 2020-04-12 | 2020-04-12 | | 2776(+2,5%) | 109(+9%) |
| 2020-04-13 | 2020-04-13 | | 2852(+2,7%) | 112(+2,8%) |
| 2020-04-14 | 2020-04-14 | | 2979(+4,5%) | 127(+13%) |
| 2020-04-15 | 2020-04-15 | | 3105(+4,2%) | 131(+3,1%) |
| 2020-04-16 | 2020-04-16 | | 3233(+4,1%) | 144(+9,9%) |
| 2020-04-17 | 2020-04-17 | | 3439(+6,4%) | 153(+6,2%) |
| 2020-04-18 | 2020-04-18 | | 3621(+5,3%) | 166(+8,5%) |
| 2020-04-19 | 2020-04-19 | | 3792(+4,7%) | 179(+7,8%) |
| 2020-04-20 | 2020-04-20 | | 3977(+4,9%) | 189(+5,6%) |
| 2020-04-21 | 2020-04-21 | | 4149(+4,3%) | 196(+3,7%) |
| 2020-04-22 | 2020-04-22 | | 4356(+5%) | 206(+5,1%) |
| 2020-04-23 | 2020-04-23 | | 4561(+4,7%) | 215(+4,4%) |
| 2020-04-24 | 2020-04-24 | | 4881(+7%) | 225(+4,7%) |
| 2020-04-25 | 2020-04-25 | | 5142(+5,3%) | 233(+3,6%) |
| 2020-04-26 | 2020-04-26 | | 5379(+4,6%) | 244(+4,7%) |
| 2020-04-27 | 2020-04-27 | | 5597(+4,1%) | 253(+3,7%) |
| 2020-04-28 | 2020-04-28 | | 5949(+6,3%) | 269(+6,3%) |
| 2020-04-29 | 2020-04-29 | | 6211(+4,4%) | 278(+3,3%) |
| 2020-04-30 | 2020-04-30 | | 6507(+4,8%) | 293(+5,4%) |
| 2020-05-01 | 2020-05-01 | | 7006(+7,7%) | 314(+7,2%) |
| 2020-05-02 | 2020-05-02 | | 7285(+4%) | 324(+3,2%) |
| 2020-05-03 | 2020-05-03 | | 7668(+5,3%) | 340(+4,9%) |
| 2020-05-04 | 2020-05-04 | | 7973(+4%) | 358(+5,3%) |
| 2020-05-05 | 2020-05-05 | | 8613(+8%) | 378(+5,6%) |
| 2020-05-06 | 2020-05-06 | | 8959(+4%) | 397(+5%) |
| 2020-05-07 | 2020-05-07 | | 9456(+5,5%) | 407(+2,5%) |
| 2020-05-08 | 2020-05-08 | | 10 051(+6,3%) | 428(+5,2%) |
| 2020-05-09 | 2020-05-09 | | 10 495(+4,4%) | 445(+4%) |
| 2020-05-10 | 2020-05-10 | | 11 063(+5,4%) | 463(+4%) |
| 2020-05-11 | 2020-05-11 | | 11 613(+5%) | 479(+3,5%) |
| 2020-05-12 | 2020-05-12 | | 12 272(+5,7%) | 493(+2,9%) |
| 2020-05-13 | 2020-05-13 | | 12 930(+5,4%) | 509(+3,2%) |
| 2020-05-14 | 2020-05-14 | | 13 610(+5,3%) | 525(+3,1%) |
| 2020-05-15 | 2020-05-15 | | 14 216(+4,5%) | 546(+4%) |
| 2020-05-16 | 2020-05-16 | | 14 939(+5,1%) | 562(+2,9%) |
| 2020-05-17 | 2020-05-17 | | 15 574(+4,3%) | 574(+2,1%) |
| 2020-05-18 | 2020-05-18 | | 16 295(+4,6%) | 592(+3,1%) |
| 2020-05-19 | 2020-05-19 | | 16 935(+3,9%) | 613(+3,5%) |
| 2020-05-20 | 2020-05-20 | | 17 687(+4,4%) | 630(+2,8%) |
| 2020-05-21 | 2020-05-21 | | 18 330(+3,6%) | 652(+3,5%) |
| 2020-05-22 | 2020-05-22 | | 19 131(+4,4%) | 682(+4,6%) |
| 2020-05-23 | 2020-05-23 | | 20 177(+5,5%) | 705(+3,4%) |
| 2020-05-24 | 2020-05-24 | | 21 175(+4,9%) | 727(+3,1%) |
| 2020-05-25 | 2020-05-25 | | 21 981(+3,8%) | 750(+3,2%) |
| 2020-05-26 | 2020-05-26 | | 23 003(+4,6%) | 776(+3,5%) |
| 2020-05-27 | 2020-05-27 | | 24 104(+4,8%) | 803(+3,5%) |
| 2020-05-28 | 2020-05-28 | | 25 366(+5,2%) | 822(+2,4%) |
| 2020-05-29 | 2020-05-29 | | 26 688(+5,2%) | 853(+3,8%) |
| 2020-05-30 | 2020-05-30 | | 28 236(+5,8%) | 890(+4,3%) |
| 2020-05-31 | 2020-05-31 | | 29 383(+4,1%) | 939(+5,5%) |
| 2020-06-01 | 2020-06-01 | | 30 493(+3,8%) | 969(+3,2%) |
| 2020-06-02 | 2020-06-02 | | 31 833(+4,4%) | 1009(+4,1%) |
| 2020-06-03 | 2020-06-03 | | 33 354(+4,8%) | 1045(+3,6%) |
| 2020-06-04 | 2020-06-04 | | 35 120(+5,3%) | 1087(+4%) |
| 2020-06-05 | 2020-06-05 | | 36 635(+4,3%) | 1145(+5,3%) |
| 2020-06-06 | 2020-06-06 | | 38 027(+3,8%) | 1205(+5,2%) |
| 2020-06-07 | 2020-06-07 | | 39 236(+3,2%) | 1259(+4,5%) |
| 2020-06-08 | 2020-06-08 | | 40 719(+3,8%) | 1308(+3,9%) |
| 2020-06-09 | 2020-06-09 | | 42 078(+3,3%) | 1372(+4,9%) |
| 2020-06-10 | 2020-06-10 | | 43 682(+3,8%) | 1433(+4,4%) |
| 2020-06-11 | 2020-06-11 | | 45 212(+3,5%) | 1488(+3,8%) |
| 2020-06-12 | 2020-06-12 | | 46 858(+3,6%) | 1545(+3,8%) |
| 2020-06-13 | 2020-06-13 | | 48 746(+4%) | 1592(+3%) |
| 2020-06-14 | 2020-06-14 | | 50 939(+4,5%) | 1667(+4,7%) |
| 2020-06-15 | 2020-06-15 | | 53 063(+4,2%) | 1726(+3,5%) |
| 2020-06-16 | 2020-06-16 | | 54 931(+3,5%) | 1801(+4,3%) |
| 2020-06-17 | 2020-06-17 | | 57 046(+3,9%) | 1864(+3,5%) |
| 2020-06-18 | 2020-06-18 | | 60 217(+5,6%) | 1950(+4,6%) |
| 2020-06-19 | 2020-06-19 | | 63 276(+5,1%) | 2045(+4,9%) |
| 2020-06-20 | 2020-06-20 | | 65 633(+3,7%) | 2126(+4%) |
| 2020-06-21 | 2020-06-21 | | 68 652(+4,6%) | 2237(+5,2%) |
| 2020-06-22 | 2020-06-22 | | 71 183(+3,7%) | 2310(+3,3%) |
| 2020-06-23 | 2020-06-23 | | 73 572(+3,4%) | 2404(+4,1%) |
| 2020-06-24 | 2020-06-24 | | 77 113(+4,8%) | 2491(+3,6%) |
| 2020-06-25 | 2020-06-25 | | 80 599(+4,5%) | 2654(+6,5%) |
| 2020-06-26 | 2020-06-26 | | 84 442(+4,8%) | 2811(+5,9%) |
| 2020-06-27 | 2020-06-27 | | 88 591(+4,9%) | 2939(+4,6%) |
| 2020-06-28 | 2020-06-28 | | 91 769(+3,6%) | 3106(+5,7%) |
| 2020-06-29 | 2020-06-29 | | 95 043(+3,6%) | 3223(+3,8%) |
| 2020-06-30 | 2020-06-30 | | 97 846(+2,9%) | 3334(+3,4%) |
| 2020-07-01 | 2020-07-01 | | 102 009(+4,3%) | 3470(+4,1%) |
| 2020-07-02 | 2020-07-02 | | 106 110(+4%) | 3641(+4,9%) |
| 2020-07-03 | 2020-07-03 | | 109 505(+3,2%) | 3777(+3,7%) |
| 2020-07-04 | 2020-07-04 | | 113 389(+3,5%) | 3942(+4,4%) |
| 2020-07-05 | 2020-07-05 | | 117 110(+3,3%) | 4064(+3,1%) |
| 2020-07-06 | 2020-07-06 | | 120 281(+2,7%) | 4210(+3,6%) |
| 2020-07-07 | 2020-07-07 | | 124 494(+3,5%) | 4359(+3,5%) |
| 2020-07-08 | 2020-07-08 | | 128 638(+3,3%) | 4527(+3,9%) |
| 2020-07-09 | 2020-07-09 | | 133 973(+4,1%) | 4714(+4,1%) |
| 2020-07-10 | 2020-07-10 | | 140 776(+5,1%) | 4925(+4,5%) |
| 2020-07-11 | 2020-07-11 | | 145 362(+3,3%) | 5119(+3,9%) |
| 2020-07-12 | 2020-07-12 | | 150 445(+3,5%) | 5307(+3,7%) |
| 2020-07-13 | 2020-07-13 | | 154 277(+2,5%) | 5455(+2,8%) |
| 2020-07-14 | 2020-07-14 | | 159 898(+3,6%) | 5625(+3,1%) |
| 2020-07-15 | 2020-07-15 | | 165 169(+3,3%) | 5814(+3,4%) |
| 2020-07-16 | 2020-07-16 | | 173 206(+4,9%) | 6029(+3,7%) |
| 2020-07-17 | 2020-07-17 | | 182 140(+5,2%) | 6288(+4,3%) |
| 2020-07-18 | 2020-07-18 | | 190 700(+4,7%) | 6516(+3,6%) |
| 2020-07-19 | 2020-07-19 | | 197 278(+3,4%) | 6736(+3,4%) |
| 2020-07-20 | 2020-07-20 | | 204 005(+3,4%) | 6929(+2,9%) |
| 2020-07-21 | 2020-07-21 | | 211 038(+3,4%) | 7166(+3,4%) |
| 2020-07-22 | 2020-07-22 | | 218 428(+3,5%) | 7373(+2,9%) |
| 2020-07-23 | 2020-07-23 | | 226 373(+3,6%) | 7688(+4,3%) |
| 2020-07-24 | 2020-07-24 | | 233 541(+3,2%) | 7975(+3,7%) |
| 2020-07-25 | 2020-07-25 | | 240 795(+3,1%) | 8269(+3,7%) |
| 2020-07-26 | 2020-07-26 | | 248 976(+3,4%) | 8525(+3,1%) |
| 2020-07-27 | 2020-07-27 | | 257 101(+3,3%) | 8777(+3%) |
| 2020-07-28 | 2020-07-28 | | 267 385(+4%) | 9074(+3,4%) |
| 2020-07-29 | 2020-07-29 | | 276 055(+3,2%) | 9454(+4,2%) |
| 2020-07-30 | 2020-07-30 | | 286 020(+3,6%) | 9810(+3,8%) |
| 2020-07-31 | 2020-07-31 | | 295 508(+3,3%) | 10 105(+3%) |
| 2020-08-01 | 2020-08-01 | | 306 181(+3,6%) | 10 330(+2,2%) |
| 2020-08-02 | 2020-08-02 | | 317 651(+3,7%) | 10 650(+3,1%) |
| 2020-08-03 | 2020-08-03 | | 327 850(+3,2%) | 11 017(+3,4%) |
| 2020-08-04 | 2020-08-04 | | 334 979(+2,2%) | 11 315(+2,7%) |
| 2020-08-05 | 2020-08-05 | | 345 714(+3,2%) | 11 624(+2,7%) |
| 2020-08-06 | 2020-08-06 | | 357 710(+3,5%) | 11 939(+2,7%) |
| 2020-08-07 | 2020-08-07 | | 367 196(+2,7%) | 12 250(+2,6%) |
| 2020-08-08 | 2020-08-08 | | 376 870(+2,6%) | 12 540(+2,4%) |
| 2020-08-09 | 2020-08-09 | | 387 481(+2,8%) | 12 842(+2,4%) |
| 2020-08-10 | 2020-08-10 | | 397 623(+2,6%) | 13 154(+2,4%) |
| 2020-08-11 | 2020-08-11 | | 410 453(+3,2%) | 13 475(+2,4%) |
| 2020-08-12 | 2020-08-12 | | 422 519(+2,9%) | 13 837(+2,7%) |
| 2020-08-13 | 2020-08-13 | | 433 805(+2,7%) | 14 145(+2,2%) |
| 2020-08-14 | 2020-08-14 | | 445 111(+2,6%) | 14 492(+2,5%) |
| 2020-08-15 | 2020-08-15 | | 456 689(+2,6%) | 14 810(+2,2%) |
| 2020-08-16 | 2020-08-16 | | 468 332(+2,5%) | 15 097(+1,9%) |
| 2020-08-17 | 2020-08-17 | | 476 660(+1,8%) | 15 372(+1,8%) |
| 2020-08-18 | 2020-08-18 | | 489 122(+2,6%) | 15 619(+1,6%) |
| 2020-08-19 | 2020-08-19 | | 502 178(+2,7%) | 15 979(+2,3%) |
| 2020-08-20 | 2020-08-20 | | 513 719(+2,3%) | 16 183(+1,3%) |
| 2020-08-21 | 2020-08-21 | | 522 138(+1,6%) | 16 568(+2,4%) |
| 2020-08-22 | 2020-08-22 | | 533 103(+2,1%) | 16 968(+2,4%) |
| 2020-08-23 | 2020-08-23 | | 541 147(+1,5%) | 17 316(+2,1%) |
| 2020-08-24 | 2020-08-24 | | 551 696(+1,9%) | 17 612(+1,7%) |
| 2020-08-25 | 2020-08-25 | | 562 128(+1,9%) | 17 889(+1,6%) |
| 2020-08-26 | 2020-08-26 | | 572 270(+1,8%) | 18 184(+1,6%) |
| 2020-08-27 | 2020-08-27 | | 582 022(+1,7%) | 18 468(+1,6%) |
| 2020-08-28 | 2020-08-28 | | 590 520(+1,5%) | 18 767(+1,6%) |
| 2020-08-29 | 2020-08-29 | | 599 914(+1,6%) | 19 064(+1,6%) |
| 2020-08-30 | 2020-08-30 | | 607 938(+1,3%) | 19 364(+1,6%) |
| 2020-08-31 | 2020-08-31 | | 615 168(+1,2%) | 19 663(+1,5%) |
| 2020-09-01 | 2020-09-01 | | 624 069(+1,4%) | 20 052(+2%) |
| 2020-09-02 | 2020-09-02 | | 633 339(+1,5%) | 20 348(+1,5%) |
| 2020-09-03 | 2020-09-03 | | 641 574(+1,3%) | 20 618(+1,3%) |
| 2020-09-04 | 2020-09-04 | | 650 062(+1,3%) | 20 888(+1,3%) |
| 2020-09-05 | 2020-09-05 | | 658 456(+1,3%) | 21 156(+1,3%) |
| 2020-09-06 | 2020-09-06 | | 666 521(+1,2%) | 21 412(+1,2%) |
| 2020-09-07 | 2020-09-07 | | 671 848(+0,8%) | 21 615(+0,95%) |
| 2020-09-08 | 2020-09-08 | | 679 513(+1,1%) | 21 817(+0,93%) |
| 2020-09-09 | 2020-09-09 | | 686 856(+1,1%) | 22 053(+1,1%) |
| 2020-09-10 | 2020-09-10 | | 694 664(+1,1%) | 22 275(+1%) |
| 2020-09-11 | 2020-09-11 | | 702 088(+1,1%) | 22 518(+1,1%) |
| 2020-09-12 | 2020-09-12 | | 708 964(+0,98%) | 22 734(+0,96%) |
| 2020-09-13 | 2020-09-13 | | 716 319(+1%) | 22 924(+0,84%) |
| 2020-09-14 | 2020-09-14 | | 721 892(+0,78%) | 23 123(+0,87%) |
| 2020-09-15 | 2020-09-15 | | 728 590(+0,93%) | 23 288(+0,71%) |
| 2020-09-16 | 2020-09-16 | | 736 377(+1,1%) | 23 478(+0,82%) |
| 2020-09-17 | 2020-09-17 | | 743 945(+1%) | 23 665(+0,8%) |
| 2020-09-18 | 2020-09-18 | | 750 471(+0,88%) | 23 850(+0,78%) |
| 2020-09-19 | 2020-09-19 | | 758 398(+1,1%) | 24 039(+0,79%) |
| 2020-09-20 | 2020-09-20 | | 765 076(+0,88%) | 24 208(+0,7%) |
| 2020-09-21 | 2020-09-21 | | 770 435(+0,7%) | 24 397(+0,78%) |
| 2020-09-22 | 2020-09-22 | | 777 537(+0,92%) | 24 570(+0,71%) |
| 2020-09-23 | 2020-09-23 | | 784 268(+0,87%) | 24 746(+0,72%) |
| 2020-09-24 | 2020-09-24 | | 790 823(+0,84%) | 24 924(+0,72%) |
| 2020-09-25 | 2020-09-25 | | 798 317(+0,95%) | 25 103(+0,72%) |
| 2020-09-26 | 2020-09-26 | | 806 038(+0,97%) | 25 296(+0,77%) |
| 2020-09-27 | 2020-09-27 | | 813 056(+0,87%) | 25 488(+0,76%) |
| 2020-09-28 | 2020-09-28 | | 818 203(+0,63%) | 25 641(+0,6%) |
| 2020-09-29 | 2020-09-29 | | 824 042(+0,71%) | 25 828(+0,73%) |
| 2020-09-30 | 2020-09-30 | | 829 679(+0,68%) | 25 998(+0,66%) |
| 2020-10-01 | 2020-10-01 | | 835 339(+0,68%) | 26 196(+0,76%) |
| 2020-10-02 | 2020-10-02 | | 841 531(+0,74%) | 26 397(+0,77%) |
| 2020-10-03 | 2020-10-03 | | 848 147(+0,79%) | 26 556(+0,6%) |
| 2020-10-04 | 2020-10-04 | | 855 052(+0,81%) | 26 712(+0,59%) |
| 2020-10-05 | 2020-10-05 | | 862 158(+0,83%) | 26 844(+0,49%) |
| 2020-10-06 | 2020-10-06 | | 869 808(+0,89%) | 27 017(+0,64%) |
| 2020-10-07 | 2020-10-07 | | 877 683(+0,91%) | 27 180(+0,6%) |
| 2020-10-08 | 2020-10-08 | | 886 179(+0,97%) | 27 331(+0,56%) |
| 2020-10-09 | 2020-10-09 | | 894 300(+0,92%) | 27 495(+0,6%) |
| 2020-10-10 | 2020-10-10 | | 902 747(+0,94%) | 27 660(+0,6%) |
| 2020-10-11 | 2020-10-11 | | 911 316(+0,95%) | 27 834(+0,63%) |
| 2020-10-12 | 2020-10-12 | | 919 083(+0,85%) | 27 985(+0,54%) |
| 2020-10-13 | 2020-10-13 | | 924 098(+0,55%) | 28 141(+0,56%) |
| 2020-10-14 | 2020-10-14 | | 930 159(+0,66%) | 28 306(+0,59%) |
| 2020-10-15 | 2020-10-15 | | 936 982(+0,73%) | 28 457(+0,53%) |
| 2020-10-16 | 2020-10-16 | | 945 354(+0,89%) | 28 616(+0,56%) |
| 2020-10-17 | 2020-10-17 | | 952 371(+0,74%) | 28 803(+0,65%) |
| 2020-10-18 | 2020-10-18 | | 959 572(+0,76%) | 28 970(+0,58%) |
| 2020-10-19 | 2020-10-19 | | 965 883(+0,66%) | 29 102(+0,46%) |
| 2020-10-20 | 2020-10-20 | | 974 139(+0,85%) | 29 272(+0,58%) |
| 2020-10-21 | 2020-10-21 | | 981 700(+0,78%) | 29 464(+0,66%) |
| 2020-10-22 | 2020-10-22 | | 990 270(+0,87%) | 29 636(+0,58%) |
| 2020-10-23 | 2020-10-23 | | 998 942(+0,88%) | 29 802(+0,56%) |
| 2020-10-24 | 2020-10-24 | | 1 007 711(+0,88%) | 30 000(+0,66%) |
| 2020-10-25 | 2020-10-25 | | 1 015 885(+0,81%) | 30 154(+0,51%) |
| 2020-10-26 | 2020-10-26 | | 1 025 052(+0,9%) | 30 348(+0,64%) |
| 2020-10-27 | 2020-10-27 | | 1 033 218(+0,8%) | 30 565(+0,72%) |
| 2020-10-28 | 2020-10-28 | | 1 041 935(+0,84%) | 30 753(+0,62%) |
| 2020-10-29 | 2020-10-29 | | 1 053 122(+1,1%) | 30 926(+0,56%) |
| 2020-10-30 | 2020-10-30 | | 1 063 151(+0,95%) | 31 135(+0,68%) |
| 2020-10-31 | 2020-10-31 | | 1 074 184(+1%) | 31 314(+0,57%) |
| 2020-11-01 | 2020-11-01 | | 1 083 321(+0,85%) | 31 515(+0,64%) |
| 2020-11-02 | 2020-11-02 | | 1 093 256(+0,92%) | 31 670(+0,49%) |
| 2020-11-03 | 2020-11-03 | | 1 099 392(+0,56%) | 31 847(+0,56%) |
| 2020-11-04 | 2020-11-04 | | 1 108 084(+0,79%) | 32 013(+0,52%) |
| 2020-11-05 | 2020-11-05 | | 1 117 977(+0,89%) | 32 209(+0,61%) |
| 2020-11-06 | 2020-11-06 | | 1 127 733(+0,87%) | 32 405(+0,61%) |
| 2020-11-07 | 2020-11-07 | | 1 136 447(+0,77%) | 32 595(+0,59%) |
| 2020-11-08 | 2020-11-08 | | 1 143 887(+0,65%) | 32 791(+0,6%) |
| 2020-11-09 | 2020-11-09 | | 1 149 063(+0,45%) | 32 974(+0,56%) |
| 2020-11-10 | 2020-11-10 | | 1 156 675(+0,66%) | 33 148(+0,53%) |
| 2020-11-11 | 2020-11-11 | | 1 165 326(+0,75%) | 33 312(+0,49%) |
| 2020-11-12 | 2020-11-12 | | 1 174 012(+0,75%) | 33 491(+0,54%) |
| 2020-11-13 | 2020-11-13 | | 1 182 697(+0,74%) | 33 669(+0,53%) |
| 2020-11-14 | 2020-11-14 | | 1 191 004(+0,7%) | 33 829(+0,48%) |
| 2020-11-15 | 2020-11-15 | | 1 198 746(+0,65%) | 34 031(+0,6%) |
| 2020-11-16 | 2020-11-16 | | 1 205 217(+0,54%) | 34 223(+0,56%) |
| 2020-11-17 | 2020-11-17 | | 1 211 128(+0,49%) | 34 381(+0,46%) |
| 2020-11-18 | 2020-11-18 | | 1 218 003(+0,57%) | 34 563(+0,53%) |
| 2020-11-19 | 2020-11-19 | | 1 225 490(+0,61%) | 34 761(+0,57%) |
| 2020-11-20 | 2020-11-20 | | 1 233 444(+0,65%) | 34 929(+0,48%) |
| 2020-11-21 | 2020-11-21 | | 1 240 493(+0,57%) | 35 104(+0,5%) |
| 2020-11-22 | 2020-11-22 | | 1 248 417(+0,64%) | 35 287(+0,52%) |
| 2020-11-23 | 2020-11-23 | | 1 254 979(+0,53%) | 35 479(+0,54%) |
| 2020-11-24 | 2020-11-24 | | 1 262 494(+0,6%) | 35 677(+0,56%) |
| 2020-11-25 | 2020-11-25 | | 1 270 991(+0,67%) | 35 860(+0,51%) |
| 2020-11-26 | 2020-11-26 | | 1 280 487(+0,75%) | 36 019(+0,44%) |
| 2020-11-27 | 2020-11-27 | | 1 290 510(+0,78%) | 36 214(+0,54%) |
| 2020-11-28 | 2020-11-28 | | 1 299 613(+0,71%) | 36 401(+0,52%) |
| 2020-11-29 | 2020-11-29 | | 1 308 376(+0,67%) | 36 584(+0,5%) |
| 2020-11-30 | 2020-11-30 | | 1 316 806(+0,64%) | 36 766(+0,5%) |
| 2020-12-01 | 2020-12-01 | | 1 324 792(+0,61%) | 36 934(+0,46%) |
| 2020-12-02 | 2020-12-02 | | 1 334 089(+0,7%) | 37 117(+0,5%) |
| 2020-12-03 | 2020-12-03 | | 1 343 322(+0,69%) | 37 305(+0,51%) |
| 2020-12-04 | 2020-12-04 | | 1 352 607(+0,69%) | 37 467(+0,43%) |
| 2020-12-05 | 2020-12-05 | | 1 362 249(+0,71%) | 37 633(+0,44%) |
| 2020-12-06 | 2020-12-06 | | 1 371 103(+0,65%) | 37 808(+0,47%) |
| 2020-12-07 | 2020-12-07 | | 1 377 100(+0,44%) | 37 995(+0,49%) |
| 2020-12-08 | 2020-12-08 | | 1 384 610(+0,55%) | 38 158(+0,43%) |
| 2020-12-09 | 2020-12-09 | | 1 392 133(+0,54%) | 38 308(+0,39%) |
| 2020-12-10 | 2020-12-10 | | 1 399 911(+0,56%) | 38 484(+0,46%) |
| 2020-12-11 | 2020-12-11 | | 1 408 909(+0,64%) | 38 669(+0,48%) |
| 2020-12-12 | 2020-12-12 | | 1 417 072(+0,58%) | 38 866(+0,51%) |
| 2020-12-13 | 2020-12-13 | | 1 425 774(+0,61%) | 39 053(+0,48%) |
| 2020-12-14 | 2020-12-14 | | 1 434 516(+0,61%) | 39 195(+0,36%) |
| 2020-12-15 | 2020-12-15 | | 1 444 646(+0,71%) | 39 356(+0,41%) |
| 2020-12-16 | 2020-12-16 | | 1 456 599(+0,83%) | 39 560(+0,52%) |
| 2020-12-17 | 2020-12-17 | | 1 468 795(+0,84%) | 39 787(+0,57%) |
| 2020-12-18 | 2020-12-18 | | 1 482 072(+0,9%) | 40 019(+0,58%) |
| 2020-12-19 | 2020-12-19 | | 1 496 062(+0,94%) | 40 268(+0,62%) |
| 2020-12-20 | 2020-12-20 | | 1 507 222(+0,75%) | 40 475(+0,51%) |
| 2020-12-21 | 2020-12-21 | | 1 518 067(+0,72%) | 40 680(+0,51%) |
| 2020-12-22 | 2020-12-22 | | 1 530 593(+0,83%) | 40 931(+0,62%) |
| 2020-12-23 | 2020-12-23 | | 1 544 826(+0,93%) | 41 174(+0,59%) |
| 2020-12-24 | 2020-12-24 | | 1 559 766(+0,97%) | 41 454(+0,68%) |
| 2020-12-25 | 2020-12-25 | | 1 574 707(+0,96%) | 41 690(+0,57%) |
| 2020-12-26 | 2020-12-26 | | 1 584 903(+0,65%) | 41 943(+0,61%) |
| 2020-12-27 | 2020-12-27 | | 1 594 497(+0,61%) | 42 171(+0,54%) |
| 2020-12-28 | 2020-12-28 | | 1 603 807(+0,58%) | 42 374(+0,48%) |
| 2020-12-29 | 2020-12-29 | | 1 614 822(+0,69%) | 42 620(+0,58%) |
| 2020-12-30 | 2020-12-30 | | 1 626 461(+0,72%) | 42 909(+0,68%) |
| 2020-12-31 | 2020-12-31 | | 1 642 775(+1%) | 43 213(+0,71%) |
| 2021-01-01 | 2021-01-01 | | 1 654 880(+0,74%) | 43 495(+0,65%) |
| 2021-01-02 | 2021-01-02 | | 1 666 408(+0,7%) | 43 765(+0,62%) |
| 2021-01-03 | 2021-01-03 | | 1 675 820(+0,56%) | 43 965(+0,46%) |
| 2021-01-04 | 2021-01-04 | | 1 686 131(+0,62%) | 44 187(+0,5%) |
| 2021-01-05 | 2021-01-05 | | 1 702 966(+1%) | 44 426(+0,54%) |
| 2021-01-06 | 2021-01-06 | | 1 719 771(+0,99%) | 44 723(+0,67%) |
| 2021-01-07 | 2021-01-07 | | 1 737 347(+1%) | 45 067(+0,77%) |
| 2021-01-08 | 2021-01-08 | | 1 755 568(+1%) | 45 431(+0,81%) |
| 2021-01-09 | 2021-01-09 | | 1 771 363(+0,9%) | 45 784(+0,78%) |
| 2021-01-10 | 2021-01-10 | | 1 786 900(+0,88%) | 46 114(+0,72%) |
| 2021-01-11 | 2021-01-11 | | 1 801 903(+0,84%) | 46 451(+0,73%) |
| 2021-01-12 | 2021-01-12 | | 1 816 082(+0,79%) | 46 782(+0,71%) |
| 2021-01-13 | 2021-01-13 | | 1 831 980(+0,88%) | 47 124(+0,73%) |
| 2021-01-14 | 2021-01-14 | | 1 849 101(+0,93%) | 47 491(+0,78%) |
| 2021-01-15 | 2021-01-15 | | 1 870 179(+1,1%) | 47 868(+0,79%) |
| 2021-01-16 | 2021-01-16 | | 1 891 034(+1,1%) | 48 256(+0,81%) |
| 2021-01-17 | 2021-01-17 | | 1 908 413(+0,92%) | 48 631(+0,78%) |
| 2021-01-18 | 2021-01-18 | | 1 923 132(+0,77%) | 49 004(+0,77%) |
| 2021-01-19 | 2021-01-19 | | 1 939 071(+0,83%) | 49 402(+0,81%) |
| 2021-01-20 | 2021-01-20 | | 1 956 979(+0,92%) | 49 792(+0,79%) |
| 2021-01-21 | 2021-01-21 | | 1 972 345(+0,79%) | 50 187(+0,79%) |
| 2021-01-22 | 2021-01-22 | | 1 987 418(+0,76%) | 50 586(+0,8%) |
| 2021-01-23 | 2021-01-23 | | 2 002 969(+0,78%) | 50 982(+0,78%) |
| 2021-01-24 | 2021-01-24 | | 2 015 485(+0,62%) | 51 374(+0,77%) |
| 2021-01-25 | 2021-01-25 | | 2 027 746(+0,61%) | 51 747(+0,73%) |
| 2021-01-26 | 2021-01-26 | | 2 041 352(+0,67%) | 52 128(+0,74%) |
| 2021-01-27 | 2021-01-27 | | 2 055 305(+0,68%) | 52 523(+0,76%) |
| 2021-01-28 | 2021-01-28 | | 2 067 575(+0,6%) | 52 913(+0,74%) |
| 2021-01-29 | 2021-01-29 | | 2 077 633(+0,49%) | 53 284(+0,7%) |
| 2021-01-30 | 2021-01-30 | | 2 086 806(+0,44%) | 53 650(+0,69%) |
| 2021-01-31 | 2021-01-31 | | 2 094 884(+0,39%) | 53 983(+0,62%) |
| 2021-02-01 | 2021-02-01 | | 2 104 506(+0,46%) | 54 272(+0,54%) |
| 2021-02-02 | 2021-02-02 | | 2 114 597(+0,48%) | 54 576(+0,56%) |
| 2021-02-03 | 2021-02-03 | | 2 125 622(+0,52%) | 54 877(+0,55%) |
| 2021-02-04 | 2021-02-04 | | 2 135 412(+0,46%) | 55 131(+0,46%) |
| 2021-02-05 | 2021-02-05 | | 2 142 660(+0,34%) | 55 403(+0,49%) |
| 2021-02-06 | 2021-02-06 | | 2 151 207(+0,4%) | 55 693(+0,52%) |
| 2021-02-07 | 2021-02-07 | | 2 157 216(+0,28%) | 55 993(+0,54%) |
| 2021-02-08 | 2021-02-08 | | 2 161 462(+0,2%) | 56 290(+0,53%) |
| 2021-02-09 | 2021-02-09 | | 2 166 904(+0,25%) | 56 507(+0,39%) |
| 2021-02-10 | 2021-02-10 | | 2 173 347(+0,3%) | 56 733(+0,4%) |
| 2021-02-11 | 2021-02-11 | | 2 179 641(+0,29%) | 56 983(+0,44%) |
| 2021-02-12 | 2021-02-12 | | 2 185 169(+0,25%) | 57 196(+0,37%) |
| 2021-02-13 | 2021-02-13 | | 2 190 116(+0,23%) | 57 425(+0,4%) |
| 2021-02-14 | 2021-02-14 | | 2 195 039(+0,22%) | 57 605(+0,31%) |
| 2021-02-15 | 2021-02-15 | | 2 198 549(+0,16%) | 57 786(+0,31%) |
| 2021-02-16 | 2021-02-16 | | 2 202 598(+0,18%) | 57 949(+0,28%) |
| 2021-02-17 | 2021-02-17 | | 2 207 701(+0,23%) | 58 134(+0,32%) |
| 2021-02-18 | 2021-02-18 | | 2 212 525(+0,22%) | 58 334(+0,34%) |
| 2021-02-19 | 2021-02-19 | | 2 217 001(+0,2%) | 58 511(+0,3%) |
| 2021-02-20 | 2021-02-20 | | 2 222 018(+0,23%) | 58 685(+0,3%) |
| 2021-02-21 | 2021-02-21 | | 2 226 262(+0,19%) | 58 834(+0,25%) |
| 2021-02-22 | 2021-02-22 | | 2 229 663(+0,15%) | 58 974(+0,24%) |
| 2021-02-23 | 2021-02-23 | | 2 233 589(+0,18%) | 59 118(+0,24%) |
| 2021-02-24 | 2021-02-24 | | 2 237 542(+0,18%) | 59 260(+0,24%) |
| 2021-02-25 | 2021-02-25 | | 2 241 225(+0,16%) | 59 396(+0,23%) |
| 2021-02-26 | 2021-02-26 | | 2 244 792(+0,16%) | 59 518(+0,21%) |
| 2021-02-27 | 2021-02-27 | | 2 248 135(+0,15%) | 59 660(+0,24%) |
| 2021-02-28 | 2021-02-28 | | 2 251 690(+0,16%) | 59 766(+0,18%) |
| 2021-03-01 | 2021-03-01 | | 2 255 260(+0,16%) | 59 866(+0,17%) |
| 2021-03-02 | 2021-03-02 | | 2 259 599(+0,19%) | 59 972(+0,18%) |
| 2021-03-03 | 2021-03-03 | | 2 262 646(+0,13%) | 60 082(+0,18%) |
| 2021-03-04 | 2021-03-04 | | 2 266 211(+0,16%) | 60 189(+0,18%) |
| 2021-03-05 | 2021-03-05 | | 2 269 582(+0,15%) | 60 300(+0,18%) |
| 2021-03-06 | 2021-03-06 | | 2 273 245(+0,16%) | 60 412(+0,19%) |
| 2021-03-07 | 2021-03-07 | | 2 276 656(+0,15%) | 60 503(+0,15%) |
| 2021-03-08 | 2021-03-08 | | 2 278 861(+0,1%) | 60 598(+0,16%) |
| 2021-03-09 | 2021-03-09 | | 2 282 372(+0,15%) | 60 676(+0,13%) |
| 2021-03-10 | 2021-03-10 | | 2 285 960(+0,16%) | 60 773(+0,16%) |
| 2021-03-11 | 2021-03-11 | | 2 290 539(+0,2%) | 60 858(+0,14%) |
| 2021-03-12 | 2021-03-12 | | 2 294 617(+0,18%) | 60 950(+0,15%) |
| 2021-03-13 | 2021-03-13 | | 2 299 082(+0,19%) | 61 046(+0,16%) |
| 2021-03-14 | 2021-03-14 | | 2 303 144(+0,18%) | 61 143(+0,16%) |
| 2021-03-15 | 2021-03-15 | | 2 305 884(+0,12%) | 61 243(+0,16%) |
| 2021-03-16 | 2021-03-16 | | 2 309 600(+0,16%) | 61 368(+0,2%) |
| 2021-03-17 | 2021-03-17 | | 2 314 154(+0,2%) | 61 498(+0,21%) |
| 2021-03-18 | 2021-03-18 | | 2 319 293(+0,22%) | 61 636(+0,22%) |
| 2021-03-19 | 2021-03-19 | | 2 324 426(+0,22%) | 61 771(+0,22%) |
| 2021-03-20 | 2021-03-20 | | 2 331 187(+0,29%) | 61 907(+0,22%) |
| 2021-03-21 | 2021-03-21 | | 2 337 150(+0,26%) | 62 028(+0,2%) |
| 2021-03-22 | 2021-03-22 | | 2 342 278(+0,22%) | 62 148(+0,19%) |
| 2021-03-23 | 2021-03-23 | | 2 347 224(+0,21%) | 62 274(+0,2%) |
| 2021-03-24 | 2021-03-24 | | 2 353 210(+0,26%) | 62 394(+0,19%) |
| 2021-03-25 | 2021-03-25 | | 2 359 942(+0,29%) | 62 519(+0,2%) |
| 2021-03-26 | 2021-03-26 | | 2 367 337(+0,31%) | 62 645(+0,2%) |
| 2021-03-27 | 2021-03-27 | | 2 375 591(+0,35%) | 62 790(+0,23%) |
| 2021-03-28 | 2021-03-28 | | 2 382 730(+0,3%) | 62 955(+0,26%) |
| 2021-03-29 | 2021-03-29 | | 2 389 779(+0,3%) | 63 079(+0,2%) |
| 2021-03-30 | 2021-03-30 | | 2 397 731(+0,33%) | 63 255(+0,28%) |
| 2021-03-31 | 2021-03-31 | | 2 406 377(+0,36%) | 63 422(+0,26%) |
| 2021-04-01 | 2021-04-01 | | 2 417 826(+0,48%) | 63 614(+0,3%) |
| 2021-04-02 | 2021-04-02 | | 2 428 048(+0,42%) | 63 777(+0,26%) |
| 2021-04-03 | 2021-04-03 | | 2 437 197(+0,38%) | 63 932(+0,24%) |
| 2021-04-04 | 2021-04-04 | | 2 446 219(+0,37%) | 64 094(+0,25%) |
| 2021-04-05 | 2021-04-05 | | 2 456 409(+0,42%) | 64 293(+0,31%) |
| 2021-04-06 | 2021-04-06 | | 2 468 236(+0,48%) | 64 524(+0,36%) |
| 2021-04-07 | 2021-04-07 | | 2 479 617(+0,46%) | 64 767(+0,38%) |
| 2021-04-08 | 2021-04-08 | | 2 492 081(+0,5%) | 65 014(+0,38%) |
| 2021-04-09 | 2021-04-09 | | 2 504 206(+0,49%) | 65 283(+0,41%) |
| 2021-04-10 | 2021-04-10 | | 2 518 715(+0,58%) | 65 608(+0,5%) |
| 2021-04-11 | 2021-04-11 | | 2 536 198(+0,69%) | 65 889(+0,43%) |
| 2021-04-12 | 2021-04-12 | | 2 552 937(+0,66%) | 66 156(+0,41%) |
| 2021-04-13 | 2021-04-13 | | 2 569 314(+0,64%) | 66 482(+0,49%) |
| 2021-04-14 | 2021-04-14 | | 2 585 801(+0,64%) | 66 819(+0,51%) |
| 2021-04-15 | 2021-04-15 | | 2 602 719(+0,65%) | 67 189(+0,55%) |
| 2021-04-16 | 2021-04-16 | | 2 619 422(+0,64%) | 67 564(+0,56%) |
| 2021-04-17 | 2021-04-17 | | 2 636 076(+0,64%) | 67 931(+0,54%) |
| 2021-04-18 | 2021-04-18 | | 2 652 947(+0,64%) | 68 328(+0,58%) |
| 2021-04-19 | 2021-04-19 | | 2 667 136(+0,53%) | 68 748(+0,61%) |
| 2021-04-20 | 2021-04-20 | | 2 684 101(+0,64%) | 69 177(+0,62%) |
| 2021-04-21 | 2021-04-21 | | 2 701 313(+0,64%) | 69 596(+0,61%) |
| 2021-04-22 | 2021-04-22 | | 2 720 619(+0,71%) | 70 026(+0,62%) |
| 2021-04-23 | 2021-04-23 | | 2 740 544(+0,73%) | 70 446(+0,6%) |
| 2021-04-24 | 2021-04-24 | | 2 757 274(+0,61%) | 70 886(+0,62%) |
| 2021-04-25 | 2021-04-25 | | 2 774 464(+0,62%) | 71 351(+0,66%) |
| 2021-04-26 | 2021-04-26 | | 2 787 303(+0,46%) | 71 799(+0,63%) |
| 2021-04-27 | 2021-04-27 | | 2 804 881(+0,63%) | 72 235(+0,61%) |
| 2021-04-28 | 2021-04-28 | | 2 824 626(+0,7%) | 72 725(+0,68%) |
| 2021-04-29 | 2021-04-29 | | 2 841 934(+0,61%) | 73 230(+0,69%) |
| 2021-04-30 | 2021-04-30 | | 2 859 724(+0,63%) | 73 720(+0,67%) |
| 2021-05-01 | 2021-05-01 | | 2 877 746(+0,63%) | 74 215(+0,67%) |
| 2021-05-02 | 2021-05-02 | | 2 893 655(+0,55%) | 74 700(+0,65%) |
| 2021-05-03 | 2021-05-03 | | 2 905 254(+0,4%) | 75 164(+0,62%) |
| 2021-05-04 | 2021-05-04 | | 2 919 805(+0,5%) | 75 627(+0,62%) |
| 2021-05-05 | 2021-05-05 | | 2 934 611(+0,51%) | 76 015(+0,51%) |
| 2021-05-06 | 2021-05-06 | | 2 951 101(+0,56%) | 76 414(+0,52%) |
| 2021-05-07 | 2021-05-07 | | 2 968 626(+0,59%) | 76 867(+0,59%) |
| 2021-05-08 | 2021-05-08 | | 2 985 536(+0,57%) | 77 359(+0,64%) |
| 2021-05-09 | 2021-05-09 | | 3 002 758(+0,58%) | 77 854(+0,64%) |
| 2021-05-10 | 2021-05-10 | | 3 015 301(+0,42%) | 78 342(+0,63%) |
| 2021-05-11 | 2021-05-11 | | 3 031 726(+0,54%) | 78 771(+0,55%) |
| 2021-05-12 | 2021-05-12 | | 3 048 719(+0,56%) | 79 261(+0,62%) |
| 2021-05-13 | 2021-05-13 | | 3 067 879(+0,63%) | 79 760(+0,63%) |
| 2021-05-14 | 2021-05-14 | | 3 084 460(+0,54%) | 80 250(+0,61%) |
| 2021-05-15 | 2021-05-15 | | 3 103 333(+0,61%) | 80 780(+0,66%) |
| 2021-05-16 | 2021-05-16 | | 3 118 426(+0,49%) | 81 300(+0,64%) |
| 2021-05-17 | 2021-05-17 | | 3 131 410(+0,42%) | 81 809(+0,63%) |
| 2021-05-18 | 2021-05-18 | | 3 144 547(+0,42%) | 82 291(+0,59%) |
| 2021-05-19 | 2021-05-19 | | 3 161 126(+0,53%) | 82 743(+0,55%) |
| 2021-05-20 | 2021-05-20 | | 3 177 212(+0,51%) | 83 233(+0,59%) |
| 2021-05-21 | 2021-05-21 | | 3 192 050(+0,47%) | 83 719(+0,58%) |
| 2021-05-22 | 2021-05-22 | | 3 210 787(+0,59%) | 84 228(+0,61%) |
| 2021-05-23 | 2021-05-23 | | 3 232 456(+0,67%) | 84 724(+0,59%) |
| 2021-05-24 | 2021-05-24 | | 3 249 433(+0,53%) | 85 207(+0,57%) |
| 2021-05-25 | 2021-05-25 | | 3 270 614(+0,65%) | 85 666(+0,54%) |
| 2021-05-26 | 2021-05-26 | | 3 294 101(+0,72%) | 86 180(+0,6%) |
| 2021-05-27 | 2021-05-27 | | 3 319 193(+0,76%) | 86 693(+0,6%) |
| 2021-05-28 | 2021-05-28 | | 3 342 567(+0,7%) | 87 207(+0,59%) |
| 2021-05-29 | 2021-05-29 | | 3 363 061(+0,61%) | 87 747(+0,62%) |
| 2021-05-30 | 2021-05-30 | | 3 383 279(+0,6%) | 88 282(+0,61%) |
| 2021-05-31 | 2021-05-31 | | 3 406 456(+0,69%) | 88 774(+0,56%) |
| 2021-06-01 | 2021-06-01 | | 3 432 422(+0,76%) | 89 297(+0,59%) |
| 2021-06-02 | 2021-06-02 | | 3 459 422(+0,79%) | 89 808(+0,57%) |
| 2021-06-03 | 2021-06-03 | | 3 488 046(+0,83%) | 90 353(+0,61%) |
| 2021-06-04 | 2021-06-04 | | 3 518 046(+0,86%) | 90 890(+0,59%) |
| 2021-06-05 | 2021-06-05 | | 3 547 017(+0,82%) | 91 422(+0,59%) |
| 2021-06-06 | 2021-06-06 | | 3 571 067(+0,68%) | 91 961(+0,59%) |
| 2021-06-07 | 2021-06-07 | | 3 593 016(+0,61%) | 92 496(+0,58%) |
| 2021-06-08 | 2021-06-08 | | 3 611 602(+0,52%) | 92 923(+0,46%) |
| 2021-06-09 | 2021-06-09 | | 3 635 835(+0,67%) | 93 473(+0,59%) |
| 2021-06-10 | 2021-06-10 | | 3 665 137(+0,81%) | 94 046(+0,61%) |
| 2021-06-11 | 2021-06-11 | | 3 694 707(+0,81%) | 94 615(+0,61%) |
| 2021-06-12 | 2021-06-12 | | 3 724 705(+0,81%) | 95 192(+0,61%) |
| 2021-06-13 | 2021-06-13 | | 3 753 224(+0,77%) | 95 778(+0,62%) |
| 2021-06-14 | 2021-06-14 | | 3 777 600(+0,65%) | 96 366(+0,61%) |
| 2021-06-15 | 2021-06-15 | | 3 802 052(+0,65%) | 96 965(+0,62%) |
| 2021-06-16 | 2021-06-16 | | 3 829 879(+0,73%) | 97 560(+0,61%) |
| 2021-06-17 | 2021-06-17 | | 3 859 824(+0,78%) | 98 156(+0,61%) |
| 2021-06-18 | 2021-06-18 | | 3 888 614(+0,75%) | 98 746(+0,6%) |
| 2021-06-19 | 2021-06-19 | | 3 917 348(+0,74%) | 99 335(+0,6%) |
| 2021-06-20 | 2021-06-20 | | 3 945 166(+0,71%) | 99 934(+0,6%) |
| 2021-06-21 | 2021-06-21 | | 3 968 405(+0,59%) | 100 582(+0,65%) |
| 2021-06-22 | 2021-06-22 | | 3 997 021(+0,72%) | 101 302(+0,72%) |
| 2021-06-23 | 2021-06-23 | | 4 027 016(+0,75%) | 101 947(+0,64%) |
| 2021-06-24 | 2021-06-24 | | 4 060 013(+0,82%) | 102 636(+0,68%) |
| 2021-06-25 | 2021-06-25 | | 4 092 746(+0,81%) | 103 321(+0,67%) |
| 2021-06-26 | 2021-06-26 | | 4 126 340(+0,82%) | 104 014(+0,67%) |
| 2021-06-27 | 2021-06-27 | | 4 158 716(+0,78%) | 104 678(+0,64%) |
| 2021-06-28 | 2021-06-28 | | 4 187 194(+0,68%) | 105 326(+0,62%) |
| 2021-06-29 | 2021-06-29 | | 4 213 074(+0,62%) | 105 934(+0,58%) |
| 2021-06-30 | 2021-06-30 | | 4 240 982(+0,66%) | 106 544(+0,58%) |
| 2021-07-01 | 2021-07-01 | | 4 269 297(+0,67%) | 107 137(+0,56%) |
| 2021-07-02 | 2021-07-02 | | 4 297 302(+0,66%) | 107 723(+0,55%) |
| 2021-07-03 | 2021-07-03 | | 4 324 230(+0,63%) | 108 314(+0,55%) |
| 2021-07-04 | 2021-07-04 | | 4 350 495(+0,61%) | 108 896(+0,54%) |
| 2021-07-05 | 2021-07-05 | | 4 375 861(+0,58%) | 109 466(+0,52%) |
| 2021-07-06 | 2021-07-06 | | 4 402 582(+0,61%) | 110 019(+0,51%) |
| 2021-07-07 | 2021-07-07 | | 4 426 811(+0,55%) | 110 578(+0,51%) |
| 2021-07-08 | 2021-07-08 | | 4 450 086(+0,53%) | 111 155(+0,52%) |
| 2021-07-09 | 2021-07-09 | | 4 471 622(+0,48%) | 111 731(+0,52%) |
| 2021-07-10 | 2021-07-10 | | 4 492 537(+0,47%) | 112 298(+0,51%) |
| 2021-07-11 | 2021-07-11 | | 4 511 960(+0,43%) | 112 826(+0,47%) |
| 2021-07-12 | 2021-07-12 | | 4 530 610(+0,41%) | 113 335(+0,45%) |
| 2021-07-13 | 2021-07-13 | | 4 548 142(+0,39%) | 113 839(+0,44%) |
| 2021-07-14 | 2021-07-14 | | 4 565 372(+0,38%) | 114 337(+0,44%) |
| 2021-07-15 | 2021-07-15 | | 4 583 442(+0,4%) | 114 837(+0,44%) |
| 2021-07-16 | 2021-07-16 | | 4 601 335(+0,39%) | 115 333(+0,43%) |
| 2021-07-17 | 2021-07-17 | | 4 621 260(+0,43%) | 115 831(+0,43%) |
| 2021-07-18 | 2021-07-18 | | 4 639 466(+0,39%) | 116 307(+0,41%) |
| 2021-07-19 | 2021-07-19 | | 4 655 921(+0,35%) | 116 753(+0,38%) |
| 2021-07-20 | 2021-07-20 | | 4 668 750(+0,28%) | 117 131(+0,32%) |
| 2021-07-21 | 2021-07-21 | | 4 679 994(+0,24%) | 117 482(+0,3%) |
| 2021-07-22 | 2021-07-22 | | 4 692 570(+0,27%) | 117 836(+0,3%) |
| 2021-07-23 | 2021-07-23 | | 4 705 734(+0,28%) | 118 188(+0,3%) |
| 2021-07-24 | 2021-07-24 | | 4 716 798(+0,24%) | 118 538(+0,3%) |
| 2021-07-25 | 2021-07-25 | | 4 727 846(+0,23%) | 118 868(+0,28%) |
| 2021-07-26 | 2021-07-26 | | 4 736 349(+0,18%) | 119 182(+0,26%) |
| 2021-07-27 | 2021-07-27 | | 4 747 775(+0,24%) | 119 482(+0,25%) |
| 2021-07-28 | 2021-07-28 | | 4 757 139(+0,2%) | 119 801(+0,27%) |
| 2021-07-29 | 2021-07-29 | | 4 766 829(+0,2%) | 120 126(+0,27%) |
| 2021-07-30 | 2021-07-30 | | 4 776 291(+0,2%) | 120 432(+0,25%) |
| 2021-07-31 | 2021-07-31 | | 4 785 320(+0,19%) | 120 723(+0,24%) |
| 2021-08-01 | 2021-08-01 | | 4 794 414(+0,19%) | 120 998(+0,23%) |
| 2021-08-02 | 2021-08-02 | | 4 801 050(+0,14%) | 121 216(+0,18%) |
| 2021-08-03 | 2021-08-03 | | 4 807 979(+0,14%) | 121 484(+0,22%) |
| 2021-08-04 | 2021-08-04 | | 4 815 063(+0,15%) | 121 695(+0,17%) |
| 2021-08-05 | 2021-08-05 | | 4 821 603(+0,14%) | 121 899(+0,17%) |
| 2021-08-06 | 2021-08-06 | | 4 828 583(+0,14%) | 122 087(+0,15%) |
| 2021-08-07 | 2021-08-07 | | 4 834 634(+0,13%) | 122 277(+0,16%) |
| 2021-08-08 | 2021-08-08 | | 4 838 984(+0,09%) | 122 458(+0,15%) |
| 2021-08-09 | 2021-08-09 | | 4 843 007(+0,08%) | 122 601(+0,12%) |
| 2021-08-10 | 2021-08-10 | | 4 846 955(+0,08%) | 122 768(+0,14%) |
| 2021-08-11 | 2021-08-11 | | 4 852 323(+0,11%) | 122 953(+0,15%) |
| 2021-08-12 | 2021-08-12 | | 4 856 595(+0,09%) | 123 097(+0,12%) |
| 2021-08-13 | 2021-08-13 | | 4 860 622(+0,08%) | 123 221(+0,1%) |
| 2021-08-14 | 2021-08-14 | | 4 864 629(+0,08%) | 123 356(+0,11%) |
| 2021-08-15 | 2021-08-15 | | 4 867 761(+0,06%) | 123 459(+0,08%) |
| 2021-08-16 | 2021-08-16 | | 4 870 922(+0,06%) | 123 580(+0,1%) |
| 2021-08-17 | 2021-08-17 | | 4 874 169(+0,07%) | 123 688(+0,09%) |
| 2021-08-18 | 2021-08-18 | | 4 877 323(+0,06%) | 123 781(+0,08%) |
| 2021-08-19 | 2021-08-19 | | 4 880 516(+0,07%) | 123 901(+0,1%) |
| 2021-08-20 | 2021-08-20 | | 4 883 932(+0,07%) | 124 023(+0,1%) |
| 2021-08-21 | 2021-08-21 | | 4 886 897(+0,06%) | 124 121(+0,08%) |
| 2021-08-22 | 2021-08-22 | | 4 889 537(+0,05%) | 124 216(+0,08%) |
| 2021-08-23 | 2021-08-23 | | 4 892 235(+0,06%) | 124 315(+0,08%) |
| 2021-08-24 | 2021-08-24 | | 4 894 702(+0,05%) | 124 388(+0,06%) |
| 2021-08-25 | 2021-08-25 | | 4 897 150(+0,05%) | 124 474(+0,07%) |
| 2021-08-26 | 2021-08-26 | | 4 899 085(+0,04%) | 124 567(+0,07%) |
| 2021-08-27 | 2021-08-27 | | 4 901 163(+0,04%) | 124 648(+0,07%) |
| 2021-08-28 | 2021-08-28 | | 4 903 304(+0,04%) | 124 743(+0,08%) |
| 2021-08-29 | 2021-08-29 | | 4 905 258(+0,04%) | 124 811(+0,05%) |
| 2021-08-30 | 2021-08-30 | | 4 907 264(+0,04%) | 124 883(+0,06%) |
| 2021-08-31 | 2021-08-31 | | 4 909 086(+0,04%) | 124 945(+0,05%) |
| 2021-09-01 | 2021-09-01 | | 4 911 082(+0,04%) | 125 016(+0,06%) |
| 2021-09-02 | 2021-09-02 | | 4 913 031(+0,04%) | 125 097(+0,06%) |
| 2021-09-03 | 2021-09-03 | | 4 914 881(+0,04%) | 125 158(+0,05%) |
| 2021-09-04 | 2021-09-04 | | 4 916 980(+0,04%) | 125 230(+0,06%) |
| 2021-09-05 | 2021-09-05 | | 4 918 649(+0,03%) | 125 278(+0,04%) |
| 2021-09-06 | 2021-09-06 | | 4 919 773(+0,02%) | 125 331(+0,04%) |
| 2021-09-07 | 2021-09-07 | | 4 921 410(+0,03%) | 125 378(+0,04%) |
| 2021-09-08 | 2021-09-08 | | 4 923 197(+0,04%) | 125 427(+0,04%) |
| 2021-09-09 | 2021-09-09 | | 4 925 000(+0,04%) | 125 480(+0,04%) |
| 2021-09-10 | 2021-09-10 | | 4 926 772(+0,04%) | 125 529(+0,04%) |
| 2021-09-11 | 2021-09-11 | | 4 928 578(+0,04%) | 125 592(+0,05%) |
| 2021-09-12 | 2021-09-12 | | 4 930 249(+0,03%) | 125 647(+0,04%) |
| 2021-09-13 | 2021-09-13 | | 4 931 563(+0,03%) | 125 687(+0,03%) |
| 2021-09-14 | 2021-09-14 | | 4 932 998(+0,03%) | 125 713(+0,02%) |
| 2021-09-15 | 2021-09-15 | | 4 934 568(+0,03%) | 125 753(+0,03%) |
| 2021-09-16 | 2021-09-16 | | 4 936 052(+0,03%) | 125 782(+0,02%) |
| 2021-09-17 | 2021-09-17 | | 4 937 596(+0,03%) | 125 826(+0,03%) |
| 2021-09-18 | 2021-09-18 | | 4 939 251(+0,03%) | 125 860(+0,03%) |
| 2021-09-19 | 2021-09-19 | | 4 941 064(+0,04%) | 125 895(+0,03%) |
| 2021-09-20 | 2021-09-20 | | 4 942 249(+0,02%) | 125 924(+0,02%) |
| 2021-09-21 | 2021-09-21 | | 4 943 622(+0,03%) | 125 962(+0,03%) |
| 2021-09-22 | 2021-09-22 | | 4 945 203(+0,03%) | 126 006(+0,03%) |
| 2021-09-23 | 2021-09-23 | | 4 946 811(+0,03%) | 126 032(+0,02%) |
| 2021-09-24 | 2021-09-24 | | 4 948 513(+0,03%) | 126 068(+0,03%) |
| 2021-09-25 | 2021-09-25 | | 4 950 253(+0,04%) | 126 102(+0,03%) |
| 2021-09-26 | 2021-09-26 | | 4 951 675(+0,03%) | 126 145(+0,03%) |
| 2021-09-27 | 2021-09-27 | | 4 952 690(+0,02%) | 126 178(+0,03%) |
| 2021-09-28 | 2021-09-28 | | 4 954 376(+0,03%) | 126 219(+0,03%) |
| 2021-09-29 | 2021-09-29 | | 4 955 848(+0,03%) | 126 261(+0,03%) |
| 2021-09-30 | 2021-09-30 | | 4 957 277(+0,03%) | 126 299(+0,03%) |
| 2021-10-01 | 2021-10-01 | | 4 959 144(+0,04%) | 126 336(+0,03%) |
| 2021-10-02 | 2021-10-02 | | 4 960 641(+0,03%) | 126 372(+0,03%) |
| 2021-10-03 | 2021-10-03 | | 4 962 054(+0,03%) | 126 401(+0,02%) |
| 2021-10-04 | 2021-10-04 | | 4 963 243(+0,02%) | 126 425(+0,02%) |
| 2021-10-05 | 2021-10-05 | | 4 964 544(+0,03%) | 126 455(+0,02%) |
| 2021-10-06 | 2021-10-06 | | 4 965 847(+0,03%) | 126 487(+0,03%) |
| 2021-10-07 | 2021-10-07 | | 4 967 524(+0,03%) | 126 517(+0,02%) |
| 2021-10-08 | 2021-10-08 | | 4 969 131(+0,03%) | 126 552(+0,03%) |
| 2021-10-09 | 2021-10-09 | | 4 970 718(+0,03%) | 126 585(+0,03%) |
| 2021-10-10 | 2021-10-10 | | 4 972 236(+0,03%) | 126 623(+0,03%) |
| 2021-10-11 | 2021-10-11 | | 4 973 325(+0,02%) | 126 655(+0,03%) |
| 2021-10-12 | 2021-10-12 | | 4 974 400(+0,02%) | 126 692(+0,03%) |
| 2021-10-13 | 2021-10-13 | | 4 975 656(+0,03%) | 126 726(+0,03%) |
| 2021-10-14 | 2021-10-14 | | 4 977 043(+0,03%) | 126 759(+0,03%) |
| 2021-10-15 | 2021-10-15 | | 4 978 689(+0,03%) | 126 796(+0,03%) |
| 2021-10-16 | 2021-10-16 | | 4 980 233(+0,03%) | 126 830(+0,03%) |
| 2021-10-17 | 2021-10-17 | | 4 981 532(+0,03%) | 126 865(+0,03%) |
| 2021-10-18 | 2021-10-18 | | 4 982 575(+0,02%) | 126 886(+0,02%) |
| 2021-10-19 | 2021-10-19 | | 4 983 527(+0,02%) | 126 910(+0,02%) |
| 2021-10-20 | 2021-10-20 | | 4 984 751(+0,02%) | 126 931(+0,02%) |
| 2021-10-21 | 2021-10-21 | | 4 986 249(+0,03%) | 126 959(+0,02%) |
| 2021-10-22 | 2021-10-22 | | 4 988 021(+0,04%) | 126 994(+0,03%) |
| 2021-10-23 | 2021-10-23 | | 4 989 681(+0,03%) | 127 032(+0,03%) |
| 2021-10-24 | 2021-10-24 | | 4 991 050(+0,03%) | 127 067(+0,03%) |
| 2021-10-25 | 2021-10-25 | | 4 992 586(+0,03%) | 127 099(+0,03%) |
| 2021-10-26 | 2021-10-26 | | 4 994 014(+0,03%) | 127 133(+0,03%) |
| 2021-10-27 | 2021-10-27 | | 4 995 694(+0,03%) | 127 159(+0,02%) |
| 2021-10-28 | 2021-10-28 | | 4 997 444(+0,04%) | 127 195(+0,03%) |
| 2021-10-29 | 2021-10-29 | | 4 999 048(+0,03%) | 127 225(+0,02%) |
| 2021-10-30 | 2021-10-30 | | 5 000 677(+0,03%) | 127 258(+0,03%) |
| 2021-10-31 | 2021-10-31 | | 5 002 387(+0,03%) | 127 281(+0,02%) |
| 2021-11-01 | 2021-11-01 | | 5 003 977(+0,03%) | 127 311(+0,02%) |
| 2021-11-02 | 2021-11-02 | | 5 005 402(+0,03%) | 127 348(+0,03%) |
| 2021-11-03 | 2021-11-03 | | 5 007 099(+0,03%) | 127 380(+0,03%) |
| 2021-11-04 | 2021-11-04 | | 5 009 007(+0,04%) | 127 417(+0,03%) |
| 2021-11-05 | 2021-11-05 | | 5 010 982(+0,04%) | 127 456(+0,03%) |
| 2021-11-06 | 2021-11-06 | | 5 012 981(+0,04%) | 127 488(+0,03%) |
| 2021-11-07 | 2021-11-07 | | 5 015 042(+0,04%) | 127 533(+0,04%) |
| 2021-11-08 | 2021-11-08 | | 5 016 959(+0,04%) | 127 571(+0,03%) |
| 2021-11-09 | 2021-11-09 | | 5 019 158(+0,04%) | 127 610(+0,03%) |
| 2021-11-10 | 2021-11-10 | | 5 021 619(+0,05%) | 127 640(+0,02%) |
| 2021-11-11 | 2021-11-11 | | 5 024 263(+0,05%) | 127 680(+0,03%) |
| 2021-11-12 | 2021-11-12 | | 5 026 822(+0,05%) | 127 721(+0,03%) |
| 2021-11-13 | 2021-11-13 | | 5 029 335(+0,05%) | 127 766(+0,04%) |
| 2021-11-14 | 2021-11-14 | | 5 031 945(+0,05%) | 127 809(+0,03%) |
| 2021-11-15 | 2021-11-15 | | 5 034 266(+0,05%) | 127 833(+0,02%) |
| 2021-11-16 | 2021-11-16 | | 5 036 287(+0,04%) | 127 865(+0,03%) |
| 2021-11-17 | 2021-11-17 | | 5 038 544(+0,04%) | 127 912(+0,04%) |
| 2021-11-18 | 2021-11-18 | | 5 040 665(+0,04%) | 127 963(+0,04%) |
| 2021-11-19 | 2021-11-19 | | 5 042 822(+0,04%) | 128 013(+0,04%) |
| 2021-11-20 | 2021-11-20 | | 5 045 412(+0,05%) | 128 054(+0,03%) |
| 2021-11-21 | 2021-11-21 | | 5 048 061(+0,05%) | 128 093(+0,03%) |
| 2021-11-22 | 2021-11-22 | | 5 050 255(+0,04%) | 128 138(+0,04%) |
| 2021-11-23 | 2021-11-23 | | 5 052 733(+0,05%) | 128 188(+0,04%) |
| 2021-11-24 | 2021-11-24 | | 5 055 253(+0,05%) | 128 236(+0,04%) |
| 2021-11-25 | 2021-11-25 | | 5 057 897(+0,05%) | 128 290(+0,04%) |
| 2021-11-26 | 2021-11-26 | | 5 060 557(+0,05%) | 128 343(+0,04%) |
| 2021-11-27 | 2021-11-27 | | 5 063 177(+0,05%) | 128 394(+0,04%) |
| 2021-11-28 | 2021-11-28 | | 5 065 373(+0,04%) | 128 437(+0,03%) |
| 2021-11-29 | 2021-11-29 | | 5 067 348(+0,04%) | 128 473(+0,03%) |
| 2021-11-30 | 2021-11-30 | | 5 069 644(+0,05%) | 128 528(+0,04%) |
| 2021-12-01 | 2021-12-01 | | 5 071 817(+0,04%) | 128 586(+0,05%) |
| 2021-12-02 | 2021-12-02 | | 5 074 079(+0,04%) | 128 643(+0,04%) |
| 2021-12-03 | 2021-12-03 | | 5 076 378(+0,05%) | 128 685(+0,03%) |
| 2021-12-04 | 2021-12-04 | | 5 078 987(+0,05%) | 128 733(+0,04%) |
| 2021-12-05 | 2021-12-05 | | 5 081 064(+0,04%) | 128 780(+0,04%) |
| 2021-12-06 | 2021-12-06 | | 5 082 762(+0,03%) | 128 821(+0,03%) |
| 2021-12-07 | 2021-12-07 | | 5 084 466(+0,03%) | 128 874(+0,04%) |
| 2021-12-08 | 2021-12-08 | | 5 086 381(+0,04%) | 128 929(+0,04%) |
| 2021-12-09 | 2021-12-09 | | 5 088 008(+0,03%) | 128 969(+0,03%) |
| 2021-12-10 | 2021-12-10 | | 5 089 695(+0,03%) | 129 011(+0,03%) |
| 2021-12-11 | 2021-12-11 | | 5 091 508(+0,04%) | 129 056(+0,03%) |
| 2021-12-12 | 2021-12-12 | | 5 093 534(+0,04%) | 129 107(+0,04%) |
| 2021-12-13 | 2021-12-13 | | 5 095 821(+0,04%) | 129 163(+0,04%) |
| 2021-12-14 | 2021-12-14 | | 5 097 680(+0,04%) | 129 205(+0,03%) |
| 2021-12-15 | 2021-12-15 | | 5 099 746(+0,04%) | 129 256(+0,04%) |
| 2021-12-16 | 2021-12-16 | | 5 101 466(+0,03%) | 129 295(+0,03%) |
| 2021-12-17 | 2021-12-17 | | 5 103 269(+0,04%) | 129 345(+0,04%) |
| 2021-12-18 | 2021-12-18 | | 5 105 285(+0,04%) | 129 399(+0,04%) |
| 2021-12-19 | 2021-12-19 | | 5 107 323(+0,04%) | 129 458(+0,05%) |
| 2021-12-20 | 2021-12-20 | | 5 109 022(+0,03%) | 129 487(+0,02%) |
| 2021-12-21 | 2021-12-21 | | 5 110 788(+0,03%) | 129 534(+0,04%) |
| 2021-12-22 | 2021-12-22 | | 5 112 719(+0,04%) | 129 586(+0,04%) |
| 2021-12-23 | 2021-12-23 | | 5 115 194(+0,05%) | 129 640(+0,04%) |
| 2021-12-24 | 2021-12-24 | | 5 118 254(+0,06%) | 129 686(+0,04%) |
| 2021-12-25 | 2021-12-25 | | 5 121 668(+0,07%) | 129 729(+0,03%) |
| 2021-12-26 | 2021-12-26 | | 5 124 690(+0,06%) | 129 761(+0,02%) |
| 2021-12-27 | 2021-12-27 | | 5 127 971(+0,06%) | 129 798(+0,03%) |
| 2021-12-28 | 2021-12-28 | | 5 132 277(+0,08%) | 129 833(+0,03%) |
| 2021-12-29 | 2021-12-29 | | 5 138 603(+0,12%) | 129 866(+0,03%) |
| 2021-12-30 | 2021-12-30 | | 5 147 039(+0,16%) | 129 901(+0,03%) |
| 2021-12-31 | 2021-12-31 | | 5 157 440(+0,2%) | 129 942(+0,03%) |
| 2022-01-01 | 2022-01-01 | | 5 169 855(+0,24%) | 129 986(+0,03%) |
| 2022-01-02 | 2022-01-02 | | 5 181 173(+0,22%) | 130 026(+0,03%) |
| 2022-01-03 | 2022-01-03 | | 5 191 021(+0,19%) | 130 061(+0,03%) |
| 2022-01-04 | 2022-01-04 | | 5 203 374(+0,24%) | 130 100(+0,03%) |
| 2022-01-05 | 2022-01-05 | | 5 219 633(+0,31%) | 130 140(+0,03%) |
| 2022-01-06 | 2022-01-06 | | 5 242 672(+0,44%) | 130 191(+0,04%) |
| 2022-01-07 | 2022-01-07 | | 5 268 862(+0,5%) | 130 250(+0,05%) |
| 2022-01-08 | 2022-01-08 | | 5 300 032(+0,59%) | 130 288(+0,03%) |
| 2022-01-09 | 2022-01-09 | | 5 330 662(+0,58%) | 130 338(+0,04%) |
| 2022-01-10 | 2022-01-10 | | 5 357 767(+0,51%) | 130 395(+0,04%) |
| 2022-01-11 | 2022-01-11 | | 5 380 841(+0,43%) | 130 460(+0,05%) |
| 2022-01-12 | 2022-01-12 | | 5 410 698(+0,55%) | 130 529(+0,05%) |
| 2022-01-13 | 2022-01-13 | | 5 440 981(+0,56%) | 130 625(+0,07%) |
| 2022-01-14 | 2022-01-14 | | 5 475 904(+0,64%) | 130 731(+0,08%) |
| 2022-01-15 | 2022-01-15 | | 5 511 479(+0,65%) | 130 860(+0,1%) |
| 2022-01-16 | 2022-01-16 | | 5 543 796(+0,59%) | 130 996(+0,1%) |
| 2022-01-17 | 2022-01-17 | | 5 568 068(+0,44%) | 131 130(+0,1%) |
| 2022-01-18 | 2022-01-18 | | 5 596 917(+0,52%) | 131 268(+0,11%) |
| 2022-01-19 | 2022-01-19 | | 5 624 520(+0,49%) | 131 437(+0,13%) |
| 2022-01-20 | 2022-01-20 | | 5 655 026(+0,54%) | 131 627(+0,14%) |
| 2022-01-21 | 2022-01-21 | | 5 686 065(+0,55%) | 131 824(+0,15%) |
| 2022-01-22 | 2022-01-22 | | 5 714 092(+0,49%) | 132 023(+0,15%) |
| 2022-01-23 | 2022-01-23 | | 5 740 179(+0,46%) | 132 240(+0,16%) |
| 2022-01-24 | 2022-01-24 | | 5 761 398(+0,37%) | 132 477(+0,18%) |
| 2022-01-25 | 2022-01-25 | | 5 780 910(+0,34%) | 132 737(+0,2%) |
| 2022-01-26 | 2022-01-26 | | 5 798 799(+0,31%) | 133 019(+0,21%) |
| 2022-01-27 | 2022-01-27 | | 5 816 462(+0,3%) | 133 292(+0,21%) |
| 2022-01-28 | 2022-01-28 | | 5 837 408(+0,36%) | 133 560(+0,2%) |
| 2022-01-29 | 2022-01-29 | | 5 855 858(+0,32%) | 133 832(+0,2%) |
| 2022-01-30 | 2022-01-30 | | 5 871 977(+0,28%) | 134 079(+0,18%) |
| 2022-01-31 | 2022-01-31 | | 5 887 261(+0,26%) | 134 300(+0,16%) |
| 2022-02-01 | 2022-02-01 | | 5 901 715(+0,25%) | 134 551(+0,19%) |
| 2022-02-02 | 2022-02-02 | | 5 916 825(+0,26%) | 134 781(+0,17%) |
| 2022-02-03 | 2022-02-03 | | 5 930 393(+0,23%) | 135 043(+0,19%) |
| 2022-02-04 | 2022-02-04 | | 5 943 783(+0,23%) | 135 282(+0,18%) |
| 2022-02-05 | 2022-02-05 | | 5 956 350(+0,21%) | 135 518(+0,17%) |
| 2022-02-06 | 2022-02-06 | | 5 966 706(+0,17%) | 135 757(+0,18%) |
| 2022-02-07 | 2022-02-07 | | 5 975 786(+0,15%) | 135 992(+0,17%) |
| 2022-02-08 | 2022-02-08 | | 5 985 516(+0,16%) | 136 197(+0,15%) |
| 2022-02-09 | 2022-02-09 | | 5 994 301(+0,15%) | 136 404(+0,15%) |
| 2022-02-10 | 2022-02-10 | | 6 002 570(+0,14%) | 136 583(+0,13%) |
| 2022-02-11 | 2022-02-11 | | 6 007 991(+0,09%) | 136 764(+0,13%) |
| 2022-02-12 | 2022-02-12 | | 6 014 563(+0,11%) | 136 953(+0,14%) |
| 2022-02-13 | 2022-02-13 | | 6 020 095(+0,09%) | 137 115(+0,12%) |
| 2022-02-14 | 2022-02-14 | | 6 023 257(+0,05%) | 137 301(+0,14%) |
| 2022-02-15 | 2022-02-15 | | 6 026 988(+0,06%) | 137 439(+0,1%) |
| 2022-02-16 | 2022-02-16 | | 6 031 130(+0,07%) | 137 586(+0,11%) |
| 2022-02-17 | 2022-02-17 | | 6 035 143(+0,07%) | 137 733(+0,11%) |
| 2022-02-18 | 2022-02-18 | | 6 039 163(+0,07%) | 137 869(+0,1%) |
| 2022-02-19 | 2022-02-19 | | 6 043 661(+0,07%) | 137 996(+0,09%) |
| 2022-02-20 | 2022-02-20 | | 6 047 042(+0,06%) | 138 106(+0,08%) |
| 2022-02-21 | 2022-02-21 | | 6 049 952(+0,05%) | 138 205(+0,07%) |
| 2022-02-22 | 2022-02-22 | | 6 052 126(+0,04%) | 138 285(+0,06%) |
| 2022-02-23 | 2022-02-23 | | 6 054 307(+0,04%) | 138 364(+0,06%) |
| 2022-02-24 | 2022-02-24 | | 6 056 556(+0,04%) | 138 421(+0,04%) |
| 2022-02-25 | 2022-02-25 | | 6 058 715(+0,04%) | 138 501(+0,06%) |
| 2022-02-26 | 2022-02-26 | | 6 060 793(+0,03%) | 138 598(+0,07%) |
| 2022-02-27 | 2022-02-27 | | 6 062 701(+0,03%) | 138 693(+0,07%) |
| 2022-02-28 | 2022-02-28 | | 6 064 583(+0,03%) | 138 767(+0,05%) |
| 2022-03-01 | 2022-03-01 | | 6 065 801(+0,02%) | 138 854(+0,06%) |
| 2022-03-02 | 2022-03-02 | | 6 067 023(+0,02%) | 138 899(+0,03%) |
| 2022-03-03 | 2022-03-03 | | 6 068 074(+0,02%) | 138 939(+0,03%) |
| 2022-03-04 | 2022-03-04 | | 6 069 425(+0,02%) | 138 984(+0,03%) |
| 2022-03-05 | 2022-03-05 | | 6 070 616(+0,02%) | 139 037(+0,04%) |
| 2022-03-06 | 2022-03-06 | | 6 071 704(+0,02%) | 139 091(+0,04%) |
| 2022-03-07 | 2022-03-07 | | 6 072 656(+0,02%) | 139 120(+0,02%) |
| 2022-03-08 | 2022-03-08 | | 6 073 416(+0,01%) | 139 154(+0,02%) |
| 2022-03-09 | 2022-03-09 | | 6 074 155(+0,01%) | 139 189(+0,03%) |
| 2022-03-10 | 2022-03-10 | | 6 074 874(+0,01%) | 139 220(+0,02%) |
| 2022-03-11 | 2022-03-11 | | 6 075 656(+0,01%) | 139 255(+0,03%) |
| 2022-03-12 | 2022-03-12 | | 6 076 333(+0,01%) | 139 283(+0,02%) |
| 2022-03-13 | 2022-03-13 | | 6 076 819(+0,01%) | 139 297(+0,01%) |
| 2022-03-14 | 2022-03-14 | | 6 077 288(+0,01%) | 139 315(+0,01%) |
| 2022-03-15 | 2022-03-15 | | 6 077 861(+0,01%) | 139 335(+0,01%) |
| 2022-03-16 | 2022-03-16 | | 6 078 487(+0,01%) | 139 361(+0,02%) |
| 2022-03-17 | 2022-03-17 | | 6 079 231(+0,01%) | 139 386(+0,02%) |
| 2022-03-18 | 2022-03-18 | | 6 079 896(+0,01%) | 139 415(+0,02%) |
| 2022-03-19 | 2022-03-19 | | 6 080 589(+0,01%) | 139 434(+0,01%) |
| 2022-03-20 | 2022-03-20 | | 6 081 131(+0,01%) | 139 452(+0,01%) |
| 2022-03-21 | 2022-03-21 | | 6 081 639(+0,01%) | 139 471(+0,01%) |
| 2022-03-22 | 2022-03-22 | | 6 081 933(=) | 139 489(+0,01%) |
| 2022-03-23 | 2022-03-23 | | 6 082 226(=) | 139 508(+0,01%) |
| 2022-03-24 | 2022-03-24 | | 6 082 577(+0,01%) | 139 531(+0,02%) |
| 2022-03-25 | 2022-03-25 | | 6 082 943(+0,01%) | 139 544(+0,01%) |
| 2022-03-26 | 2022-03-26 | | 6 083 291(+0,01%) | 139 558(+0,01%) |
| 2022-03-27 | 2022-03-27 | | 6 083 643(+0,01%) | 139 573(+0,01%) |
| 2022-03-28 | 2022-03-28 | | 6 083 939(=) | 139 585(+0,01%) |
| 2022-03-29 | 2022-03-29 | | 6 084 240(=) | 139 595(+0,01%) |
| 2022-03-30 | 2022-03-30 | | 6 084 551(+0,01%) | 139 607(+0,01%) |
| 2022-03-31 | 2022-03-31 | | 6 084 916(+0,01%) | 139 621(+0,01%) |
| 2022-04-01 | 2022-04-01 | | 6 085 270(+0,01%) | 139 636(+0,01%) |
| 2022-04-02 | 2022-04-02 | | 6 085 618(+0,01%) | 139 650(+0,01%) |
| 2022-04-03 | 2022-04-03 | | 6 085 926(+0,01%) | 139 660(+0,01%) |
| 2022-04-04 | 2022-04-04 | | 6 086 233(+0,01%) | 139 670(+0,01%) |
| 2022-04-05 | 2022-04-05 | | 6 086 484(=) | 139 678(+0,01%) |
| 2022-04-06 | 2022-04-06 | | 6 086 811(+0,01%) | 139 687(+0,01%) |
| 2022-04-07 | 2022-04-07 | | 6 087 123(+0,01%) | 139 693(=) |
| 2022-04-08 | 2022-04-08 | | 6 087 443(+0,01%) | 139 703(+0,01%) |
| 2022-04-09 | 2022-04-09 | | 6 087 737(=) | 139 713(+0,01%) |
| 2022-04-10 | 2022-04-10 | | 6 088 034(=) | 139 719(=) |
| 2022-04-11 | 2022-04-11 | | 6 088 335(=) | 139 725(=) |
| 2022-04-12 | 2022-04-12 | | 6 088 619(=) | 139 729(=) |
| 2022-04-13 | 2022-04-13 | | 6 088 912(=) | 139 734(=) |
| 2022-04-14 | 2022-04-14 | | 6 089 176(=) | 139 738(=) |
| 2022-04-15 | 2022-04-15 | | 6 089 381(=) | 139 741(=) |
| 2022-04-16 | 2022-04-16 | | 6 089 540(=) | 139 745(=) |
| 2022-04-17 | 2022-04-17 | | 6 089 662(=) | 139 749(=) |
| 2022-04-18 | 2022-04-18 | | 6 089 791(=) | 139 751(=) |
| 2022-04-19 | 2022-04-19 | | 6 089 998(=) | 139 754(=) |
| 2022-04-20 | 2022-04-20 | | 6 090 246(=) | 139 755(=) |
| 2022-04-21 | 2022-04-21 | | 6 090 520(=) | 139 759(=) |
| 2022-04-22 | 2022-04-22 | | 6 090 803(=) | 139 765(=) |
| 2022-04-23 | 2022-04-23 | | 6 091 094(=) | 139 771(=) |
| 2022-04-24 | 2022-04-24 | | 6 091 343(=) | 139 778(+0,01%) |
| 2022-04-25 | 2022-04-25 | | 6 091 551(=) | 139 780(=) |
| 2022-04-26 | 2022-04-26 | | 6 091 753(=) | 139 783(=) |
| 2022-04-27 | 2022-04-27 | | 6 091 959(=) | 139 785(=) |
| 2022-04-28 | 2022-04-28 | | 6 092 167(=) | 139 789(=) |
| 2022-04-29 | 2022-04-29 | | 6 092 403(=) | 139 793(=) |
| 2022-04-30 | 2022-04-30 | | 6 092 667(=) | 139 797(=) |
| ⋮ | ⋮ | | 6 092 667(=) | 139 797(=) |
| 2022-05-05 | 2022-05-05 | | 6 093 645(+0,02%) | 139 809(+0,01%) |
| ⋮ | ⋮ | | 6 093 645(=) | 139 809(=) |
| 2022-05-12 | 2022-05-12 | | 6 095 316(+0,03%) | 139 821(+0,01%) |
| ⋮ | ⋮ | | 6 095 316(=) | 139 821(=) |
| 2022-05-19 | 2022-05-19 | | 6 099 111(+0,06%) | 139 833(+0,01%) |
| ⋮ | ⋮ | | 6 099 111(=) | 139 833(=) |
| 2022-05-26 | 2022-05-26 | | 6 103 455(+0,07%) | 139 854(+0,02%) |
| ⋮ | ⋮ | | 6 103 455(=) | 139 854(=) |
| 2022-06-02 | 2022-06-02 | | 6 109 105(+0,09%) | 139 867(+0,01%) |
| ⋮ | ⋮ | | 6 109 105(=) | 139 867(=) |
| 2022-06-09 | 2022-06-09 | | 6 117 847(+0,14%) | 139 894(+0,02%) |
| ⋮ | ⋮ | | 6 117 847(=) | 139 894(=) |
| 2022-06-16 | 2022-06-16 | | 6 131 657(+0,23%) | 139 918(+0,02%) |
| ⋮ | ⋮ | | 6 131 657(=) | 139 918(=) |
| 2022-06-23 | 2022-06-23 | | 6 151 354(+0,32%) | 139 970(+0,04%) |
| ⋮ | ⋮ | | 6 151 354(=) | 139 970(=) |
| 2022-06-30 | 2022-06-30 | | 6 175 181(+0,39%) | 140 070(+0,07%) |
| ⋮ | ⋮ | | 6 175 181(=) | 140 070(=) |
| 2022-07-07 | 2022-07-07 | | 6 198 848(+0,38%) | 140 202(+0,09%) |
| ⋮ | ⋮ | | 6 198 848(=) | 140 202(=) |
| 2022-07-14 | 2022-07-14 | | 6 223 497(+0,4%) | 140 365(+0,12%) |
| ⋮ | ⋮ | | 6 223 497(=) | 140 365(=) |
| 2022-07-21 | 2022-07-21 | | 6 247 634(+0,39%) | 140 603(+0,17%) |
| ⋮ | ⋮ | | 6 247 634(=) | 140 603(=) |
| 2022-07-28 | 2022-07-28 | | 6 265 798(+0,29%) | 140 845(+0,17%) |
| ⋮ | ⋮ | | 6 265 798(=) | 140 845(=) |
| 2022-08-04 | 2022-08-04 | | 6 278 998(+0,21%) | 141 075(+0,16%) |
| ⋮ | ⋮ | | 6 278 998(=) | 141 075(=) |
| 2022-08-11 | 2022-08-11 | | 6 286 392(+0,12%) | 141 287(+0,15%) |
| ⋮ | ⋮ | | 6 286 392(=) | 141 287(=) |
| 2022-08-18 | 2022-08-18 | | 6 293 130(+0,11%) | 141 406(+0,08%) |
| ⋮ | ⋮ | | 6 293 130(=) | 141 406(=) |
| 2022-08-25 | 2022-08-25 | | 6 299 595(+0,1%) | 141 519(+0,08%) |
| ⋮ | ⋮ | | 6 299 595(=) | 141 519(=) |
| 2022-09-01 | 2022-09-01 | | 6 302 809(+0,05%) | 141 646(+0,09%) |
| ⋮ | ⋮ | | 6 302 809(=) | 141 646(=) |
| 2022-09-08 | 2022-09-08 | | 6 304 317(+0,02%) | 141 708(+0,04%) |
| ⋮ | ⋮ | | 6 304 317(=) | 141 708(=) |
| 2022-09-15 | 2022-09-15 | | 6 305 562(+0,02%) | 141 746(+0,03%) |
| ⋮ | ⋮ | | 6 305 565(=) | 141 746(=) |
| 2022-09-22 | 2022-09-22 | | 6 306 552(+0,02%) | 141 769(+0,02%) |
| Fuentes: - Ministerio de Salud y Protección Social de Colombia, desde canales oficiales: Twitter y Sitio Web; más detalles en tablas o referencias. - El 22 de junio de 2021, el Ministerio de Salud reportó 614 nuevas muertes diarias. Sin embargo, el número total de muertes ascendió a 101.302 debido a la suma de 106 nuevas muertes en los departamentos de Valle del Cauca y Cundinamarca, correspondientes al 21 de junio de 2021. - Desde el mes de mayo de 2022, el Ministerio de Salud publicará los nuevos reportes semanales cada jueves. | | | | |

### 2020

#### Enero
- 22 de enero: Colombia comunicó que un ciudadano chino en tránsito reportó síntomas de gripe, por lo que fue trasladado al Hospital Universitario Mayor de Méderi desde el Aeropuerto Internacional El Dorado de Bogotá. Se encontraba haciendo una escala para dirigirse a Panamá.[10] Ese mismo día se descartó que el ciudadano chino tuviera COVID-19.[11]

- 27 de enero: Se anunció que un ciudadano colombiano que llegó a Cali procedente de Wuhan estaba bajo sospechas de contagio, debido a que empezó a tener los principales síntomas del nuevo COVID-19,[12] pero fue descartado el 29 de enero.[13]

#### Febrero
- 17 de febrero: Se levantaron sospechas sobre la posibilidad de que un hombre colombiano retenido en el Diamond Princess hubiera contraído el COVID-19, en este caso los análisis sí resultaron ser positivos, convirtiéndose así en la primera persona colombiana en contraer el virus oficialmente. Cabe recalcar que este individuo no ha pisado territorio colombiano desde su diagnóstico y por lo tanto Colombia no registró ningún caso de COVID-19.[14]

- 27 de febrero: El avión Boeing 767 Júpiter aterrizó en el aeropuerto del Comando Aéreo de Transporte Militar (CATAM) en Bogotá. De esta forma culminaría la misión "regreso a casa", que traía desde la ciudad de Wuhan, China a 13 colombianos repatriados y tres extranjeros familiares de dos connacionales; estos fueron llevados al Centro de Alto Rendimiento en Bogotá, en donde pasaron una cuarentena de 15 días. Además, en la aeronave viajaban tres mexicanos, los cuales fueron trasladados en otro avión que desde Bogotá los condujo a su país natal.[15]

#### Marzo
- 6 de marzo: Se confirma el primer caso de COVID-19 en Colombia, en una paciente en Bogotá proveniente de Milán, Italia.[16][17]

- 9 de marzo: El Ministerio de Salud comunicó a través de su página web que se habían presentado dos casos más, un hombre de 34 años en Buga y una mujer de 50 años en Medellín, ambos procedentes de España.[18]

- 10 de marzo: La cifra total de infectados aumentó a nueve, según un anuncio hecho a la prensa local por el Viceministro de Salud Pública y Prestación de Servicios Alexander Moscoso, tratándose los nuevos casos de dos mujeres en Bogotá, una mujer en Cartagena y una mujer y dos hombres en Medellín asociados al primer caso identificado en esa ciudad. El boletín de prensa del ministerio de salud solo se emitió hasta el 11 de marzo[19]

- 11 de marzo: Se confirmaron tres casos más, lo que eleva el total a 12.[20]

- 12 de marzo: Las autoridades declararon una emergencia sanitaria, suspendieron todos los eventos públicos en los que participaron más de 500 personas, e implementaron medidas destinadas a evitar que los cruceros atraquen en cualquier puerto nacional.[21]

- 13 de marzo: Se confirman 4 nuevos casos de coronavirus, aumentando los casos a 13.[22]

- 14 de marzo: Se confirman 8 casos nuevos de coronavirus en el país.[23]

- 15 de marzo: Se confirmaron 21 casos nuevos en el país, tanto importados como por transmisión local. El Ministerio de Salud confirmó que los casos fueron encontrados en Bogotá, Cartagena, Cali, Cúcuta, Dosquebradas, Manizales, Neiva, Medellín y Facatativá.[24][25] Como medida extraordinaria, el gobierno anunció la suspensión de clases presenciales en colegios y universidades públicas y privadas, y el cese de operaciones de atención del Instituto Colombiano de Bienestar Familiar para los niños entre 0 y 5 años. A su vez, garantizó el envío puerta a puerta de una canasta de alimentos para que los niños que no asistirán a las instituciones educativas públicas puedan recibir un aporte nutricional.[26][27] Se informó que el primer paciente en Buga se había recuperado de la enfermedad por coronavirus y ha sido dado de alta del hospital.[28]

- 16 de marzo: En las primeras horas del 16 de marzo, el ministerio de salud informó acerca de 9 casos nuevos en la capital del país, aumentando a 28 los casos atendidos en Bogotá y a 54 los casos confirmados en Colombia.[29] Simultáneamente, la alcaldesa de Bogotá, Claudia López anunciaba que la primera paciente reportada en la capital había superado la enfermedad por coronavirus.[30] En la noche del 16 de marzo, el ministerio de salud confirmó 3 casos adicionales, todos en Bogotá, lo que aumenta el número total de casos confirmados en el país a 57.[31]

- 17 de marzo: En la mañana del 17 de marzo, se confirmaron ocho nuevos casos en Bucaramanga y Bogotá, llegando a 65 casos en Colombia,[32] en horas de la tarde se confirmaron 10 casos más llegando a un total de 75 casos confirmados.[33] A las 9:00 p. m. hora local (GMT-5), el presidente Iván Duque habló con los colombianos y declaró el estado de emergencia, anunciando que tomará medidas económicas mañana que se anunciarán. La primera medida tomada para buscar la protección de los adultos mayores es decretar el aislamiento obligatorio desde las 7:00 A.M. del 20 de marzo hasta el 31 de mayo, obligatoria para todos los adultos mayores de 70 años. Deben permanecer en su residencia, excepto para aprovisionarse de alimentos, acceder a servicios de salud o financieros. Las entidades gubernamentales han recibido instrucciones de facilitarles la recepción de sus pensiones, medicamentos, atención médica o alimentos en el hogar.[34]

- 18 de marzo: En la mañana se confirman 18 nuevos casos en diferentes ciudades del país alcanzando la suma de 93 contagios de COVID-19 en el territorio nacional. Se reportan 9 casos más a las 9:00 p. m. hora local cerrando la jornada con un aumento de 27 contagiados confirmados, 2 de ellos siendo menores de edad.

- 19 de marzo: El Ministerio de Salud presentó en la mañana un nuevo balance de los casos de coronavirus en Colombia. La cifra de contagiados llegó a 108, luego de que se reportaron seis casos nuevos en todo el territorio nacional.[35] Los nuevos casos se registraron en Cartagena (1), consta de una mujer llegada desde España; Barranquilla (1), una mujer procedente de España; Palmira (1), una mujer que arribó desde España, y Medellín (3), dos hombres y una mujer que también regresaron al país provenientes de Europa. Los últimos datos confirmados se presentaron en Bogotá (8), Cúcuta (3), Popayán (2), Barranquilla (2), Armenia (1), Caldas (1), Neiva (1), Cartagena (1) y Cundinamarca (1), de los cuales 11 casos fueron importados de países como España, Italia, Ecuador y Estados Unidos; y siete son relacionados elevando la cifra a 128 contagios confirmados.[36][37] Bogotá, capital del país, entra en cuarentena.

- 20 de marzo: El presidente Iván Duque decreta cuarentena total en el país desde el 24 de marzo, durante 19 días.[38] Se reportan 17 nuevos casos en horas de la mañana en diferentes ciudades del país alcanzando una cifra de 145 casos confirmados.

- 21 de marzo: Se confirma el primer fallecido por coronavirus en el país, se trata de un taxista de 58 años oriundo de Cartagena de Indias y que en un principio dio negativo a la prueba de detección del virus, el cual se confirmó posteriormente que sí tenía COVID-19. El ministerio de Salud confirmó 38 nuevos casos de coronavirus en Colombia. Con esta actualización, la cifra de contagiados de COVID-19 en el país asciende a 196. De estos, 17 se registraron en Bogotá, 1 en Ibagué, 3 en Cartagena, 1 en Villa del Rosario, 1 en Manizales, 1 en Cúcuta, 2 en Pereira, 5 en Palmira, 6 en Cali y 1 en Neiva.

- 22 de marzo: 231 casos en el país y dos personas fallecidas. Eso es lo que informa el Ministerio de Salud en el comunicado que dio a conocer a través de las redes sociales. La nueva persona fallecida es una mujer de 70 años oriunda de Cali.

- 23 de marzo: Un nuevo informe revela 235 casos en el país y un nuevo fallecido. El Ministerio de Salud en un nuevo comunicado revela una nueva persona fallecida, siendo un hombre de 88 años oriundo de Santa Marta, quien al parecer contrajo la enfermedad luego de haber tenido contacto con varios turistas procedentes de Europa en una cafetería en la capital de Magdalena.[39]

- 24 de marzo: Comienza oficialmente la Cuarentena nacional obligatoria decretada por el Presidente Iván Duque.

- 25-27 de marzo: El número de nuevos casos registrados el 26 de marzo fue de tan solo 21, este quiebre en la tendencia fue causado por un daño en la máquina de diagnóstico usada por el Instituto Nacional de Salud (Colombia).[40] La cifra de infectados aumenta a 539 con 6 fallecidos y 10 recuperados.[41]

- 28-31 de marzo: Se reportan nuevos casos, con 702 casos de personas contagiadas por coronavirus, de las cuales 10 personas perdieron la vida y el mismo número se recuperaron de la enfermedad. También informó que más de 10 mil personas a las que se les practicó el examen en varias regiones del país, les salieron negativas por coronavirus.[42]

#### Abril
- 1 de abril: Se reportan nuevos casos, con 1.065 personas contagiadas, 17 fallecidos, entre ellos una joven de 19 años en Cali, Valle procedente de Santander de Quilichao, Cauca con hipoxia cerebral y 39 recuperados.
- 2 de abril: Un nuevo reporte señala, 1.267 personas contagiadas, 25 fallecidos y 55 recuperados, los seis nuevos fallecimientos por coronavirus corresponden a un hombre de 25 años en Barranquilla, quien padecía síndrome de Prader-Willi, asma y obesidad; un hombre de 72 años en Bogotá, quien tenía enfermedad renal crónica e hipotiroidismo; una mujer de 48 años en Bogotá; una mujer de 67 años, también en la capital, quien padecía artritis reumatoidea e hipotiroidismo; una mujer de 71 años en Bogotá con diabetes y secuelas de ECV; un hombre de 26 años en Bogotá, quien tenía episodio asmático, tabaquismo inactivo, exposición a resinas desde hace 6 meses, exposición a humo de leña durante 18 años.[43]
- 6 de abril: En la alocución televisiva del presidente de la República Iván Duque decretó la ampliación de la cuarentena hasta las 11:59 p. m. del día 26 de abril del 2020,[44] significando la entrada de Colombia en la fase 3 de la pandemia, como medida para garantizar la salud pública del pueblo colombiano, tal como lo reporta este tuit del presidente en su cuenta oficial de Twitter:

"Las medidas tomadas han sido positivas. Teniendo en cuenta el comportamiento del virus e información de salud pública analizada, hemos tomado la decisión de mantener el Aislamiento Preventivo Obligatorio hasta el 26 de abril a las 11:59 p.m., Nuestro reto es seguir salvando vidas" - Iván Duque, Presidente de la República de Colombia.

Asimismo, el presidente dio a conocer el decálogo para el «aislamiento preventivo obligatorio colaborativo e inteligente» retomando actividades productivas, pero restringiendo interacciones sociales. Los mayores de 70 años, por ejemplo, se mantendría la restricción en casa hasta fin de mayo, y los estudiantes siguiendo en clases virtuales.
Mientras tanto, se reportaba nuevos casos del contagio por COVID-19, incrementandose a 1579 contagios, 46 fallecidos, entre ellos una menor de edad de 3 años en Popayán, Cauca sin presentar ninguna comorbilidad y 89 casos de personas recuperadas.
- 8 de abril: Se reportan 2.054 contagiados, 55 fallecidos y 123 recuperados.

- 14 de abril: El último informe reportan 2.979 contagiados, 127 fallecidos y 354 recuperados.[49]

- 16 de abril: Finaliza el estado de emergencia económica, social y ecológica.[50][51]

- 17 de abril: Se reveló por parte del presidente sobre la participación activa de científicos colombianos en su contribución para el desarrollo de la vacuna contra el COVID-19 según lo expresado con lo dialogado con miembros de la Organización Mundial de la Salud,[52] a lo que el profesor médico y científico colombiano Manuel Elkin Patarroyo, en referencia a la entrevista dada a la Revista Semana en su canal oficial de YouTube, se refirió a lo siguiente:

"Hace varias semanas el científico colombiano Manuel Elkin Patarroyo aseguró que Colombia estaba facultada para el desarrollo de una vacuna contra el coronavirus, y en esta oportunidad el presidente Iván Duque señaló que los científicos del país participarían en su elaboración." Revista Semana, Consultado el 19 de abril de 2020..

- 19 de abril: El Ministerio de Salud reporta nuevamente que el número total de casos confirmados de COVID-19 en Colombia llegó a 3.792. Entretanto, los fallecidos ya son 179 y el número de recuperados se eleva a 711.[46]

- 20 de abril: El presidente Iván Duque prolonga el confinamiento obligatorio en el país hasta el día 11 de mayo, dando instrucciones para que desde el 27 de abril la industria manufacturera y de construcción entre gradualmente a trabajar. Asimismo, se dictan nuevas medidas para, gradualmente, iniciar el proceso de recuperación productiva en todo el territorio nacional.[53]

#### Mayo

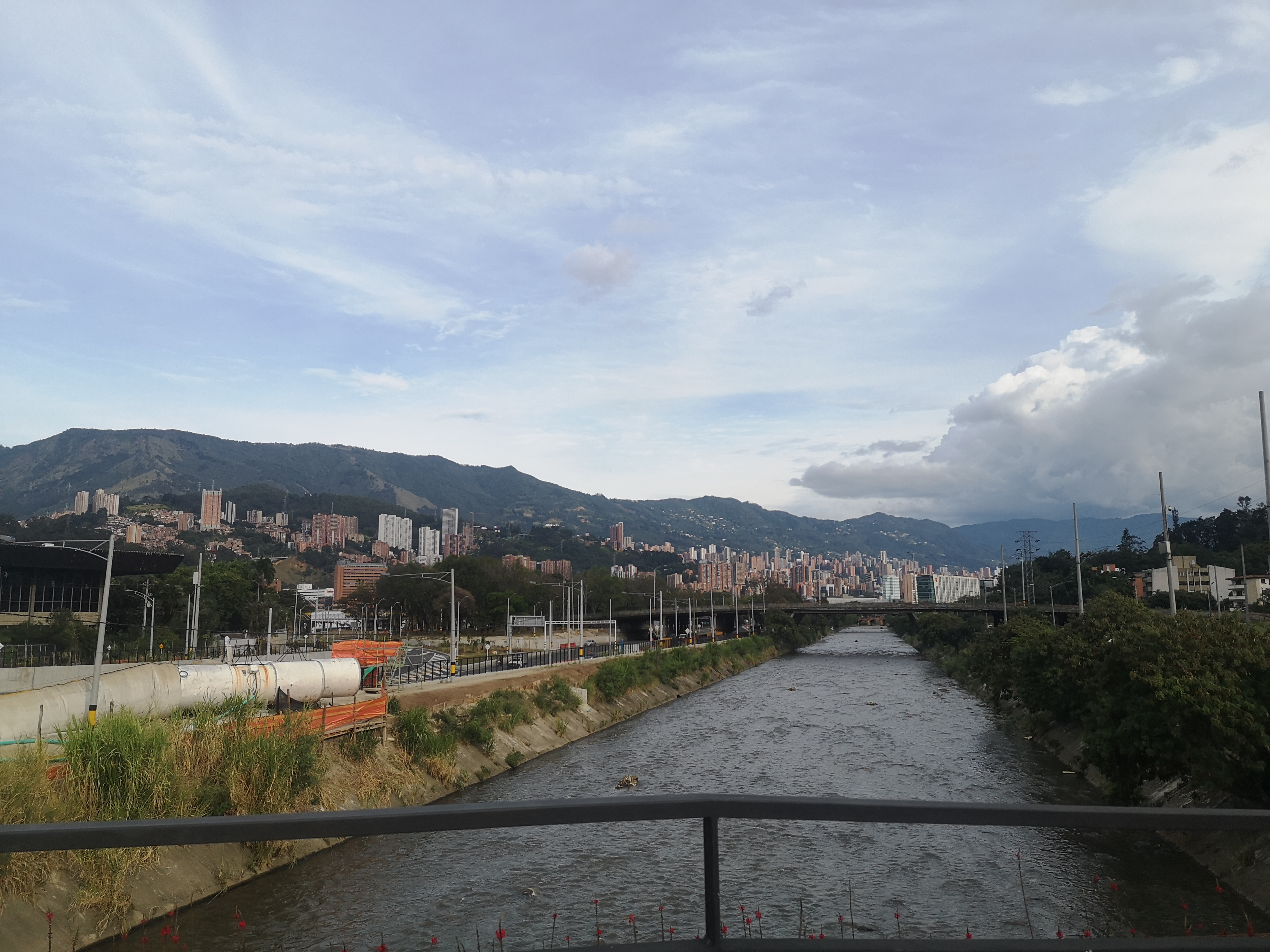
Parques del Río Medellín en mayo de 2020. Se aprecia la baja contaminación atmosférica como resultado en la reducción de gases contaminantes durante la pandemia.

- 1 de mayo: Al 1 de mayo, Colombia reportó 7006 casos confirmados, 314 fallecimientos y 1551 personas recuperadas.[54]

- 5 de mayo: En una alocución del presidente Iván Duque informó que se amplia la cuarentena por tercera vez, hasta el 25 de mayo de 2020, pero con la reapertura de algunos sectores, manteniendo todavía otras restricciones.[55][56]

- 6-7 de mayo: Se confirman 8959 casos el 6 de mayo, y el 7 de mayo 9456 casos, 397 Fallecidos y 2148 recuperado.[57]

- 8 de mayo: Se reportan un total de 10 051 casos confirmados, 428 fallecidos, y 2424 recuperados.
- 9 de mayo: Bogotá, capital y ciudad más afectada del país por el COVID-19 declara alerta naranja en tres sectores la localidad de Kennedy, al registrarse 667 casos positivos y posicionarse como la localidad con más contagios.[58]

- 10 de mayo: El 10 de mayo, reportaba 10 495 casos confirmados, 445 fallecidos, y 2569 recuperados.[59] Asimismo, se reportaba que el departamento del Putumayo registraba el primer caso por COVID-19 en el departamento.

- 12 de mayo: El 12 de mayo, reportó 12.272 casos confirmados, 493 fallecidos, y 2971 recuperados: Asimismo, se reportaron que entre los departamentos de Vaupés y Arauca registraron los casos 3 primeros casos por COVID-19 en los departamentos respectivos.
- 14 de mayo: El ministerio de salud confirma 680 casos nuevos tras procesar 5251 pruebas, con lo cual en total son 13 610 casos, 525 fallecidos y 3358 recuperados.[60] A su vez, la Alcaldía Mayor de Bogotá anuncia cinco nuevas zonas en alerta naranja por la pandemia, sectores que entran en vigilancia epidemiológica.[61]
- 18 de mayo: Colombia reporta un total de 16 295 casos positivos, 592 fallecidos y 3903 recuperados. Bogotá continúa siendo la ciudad con más contagios, seguido de Valle del Cauca y Amazonas presenta un incremento importante.[62]
- 21 de mayo: El 21 de mayo, se reporta 643 casos y 22 fallecidos para un total de 18 330 casos confirmados, 652 fallecidos y 4431 recuperados.[63]
- 23 de mayo: Colombia reporta por primera vez más de 1000 casos diarios al registrar 1046 casos y 23 fallecidos. Así el país llega a 20 177 casos confirmados, 705 fallecidos y 4718 recuperados.[64]
- 27 de mayo: El ministerio de Salud reporta el procesamiento de 12 346 pruebas, las cuales arrojaron 1101 casos positivos. Colombia llega a 24 104 casos confirmados, 803 fallecidos y 6111 recuperados.[65]
- 29 de mayo: El Dane anuncia que el desempleo llegó a 19.8% durante abril, un aumento de 9.5% respecto al mismo del año anterior, como consecuencia de los efectos de la pandemia en la economía nacional. Así mismo, Colombia reporta un total de 26 668 casos confirmados, 853 fallecidos y 6913 recuperados.[66]
- 30 de mayo: La Alcaldía Mayor de Bogotá anuncia el aislamiento obligatorio y cierre total de la localidad de Kennedy desde el 1 hasta el 14 de junio con algunas excepciones excepciones, creando un cerco epidemiológico por todo el sector para evitar la entradas y salidas del sector, dado que presenta más de 2000 casos confirmados.[67]
- 31 de mayo: Colombia alcanza cifra récord de recuperados con 1422 y de fallecidos con 49, además reporta 1147 casos confirmados. Así el país llega a un total de 29 383 casos confirmados, 939 fallecidos y 8543 recuperados.[68]

#### Junio
- 1 de junio: Comienza el incremento del pico de la pandemia, se reportaron casos 30.493 confirmados, 969 fallecidos, 9661 casos recuperados con un total de pruebas realizadas de 331,817.
- 5 de junio: Se reportaron 36.635 casos confirmados, 1145 fallecidos, 13638 casos recuperados.
- 8 de junio: Se reportaron 40.719 casos confirmados, 1308 Fallecidos, 16.427 Casos recuperados, y 421.723 Pruebas realizadas.
- 19 de junio: El gobierno nacional reportó 34 casos de aglomeraciones de personas durante el día sin IVA decretado para esta fecha con el fin de estimular el comercio.[69] Esta medida ha sido fuertemente criticada dado el riesgo de contagio, precisamente en el momento que se registran cifras récord de contagios y muertes por Covid-19, lo que llamó la atención de la prensa internacional, que apodó la jornada como "Covid Friday".[70]
- 20 de junio: A la fecha, se reportaron 65.633 contagios, de los cuales, 2126 fallecidos (3.2 %) y 25.499 recuperados (38.9 %).
- 24 de junio: Se reportaron 3.541 casos nuevos para un total de 77.113 casos confirmados, 1308 fallecidos, 16.427 recuperados, y 421.723 pruebas realizadas, siendo este el día que más casos nuevos se han reportado hasta la fecha.[71]

#### Julio
- 3 de julio: Un considerable crecimiento dejó a Colombia con 109,505 casos, de los cuales, 2,217 se dieron casos por 1 millón de personas, con un saldo de 45,334 recuperados y unos 3,777 fallecidos, a la fecha, se ha registrado el mayor pico por día de número de casos registrados en menos de un mes.
- 9 de julio: Se reportaron 5.335 casos nuevos para un total de 133.973 casos confirmados, 4.714 fallecidos y 16.427 recuperados, siendo este el día que más casos nuevos se han reportado hasta la fecha.
- 16 de julio: Se reportaron 8.037 casos nuevos para un total de 173.206 casos confirmados, 6.029 fallecidos y 76.164 recuperados, siendo este el día que más casos nuevos se han reportado hasta la fecha rompiendo el récord.
- 28 de julio: Se reportaron 10.284 casos nuevos en 24 horas, para un total de 267.285 casos confirmados, 9.074 fallecidos y 136.690 recuperados, siendo este el día que más casos se han reportado hasta la fecha.
- 28 de julio: El presidente Iván Duque Márquez amplia el aislamiento obligatorio hasta el 30 de agosto, pero dando instrucciones de una reapertura gradual de los municipios con baja afectación de Covid-19.

#### Agosto
- 5 de agosto: El día 5 de agosto se confirmó que el expresidente Álvaro Uribe dio positivo por COVID-19 donde resultó ser asintomático. También se informó que sus dos hijos Tomás y Jerónimo dieron positivo en dicha prueba.[72]
- 18 de agosto: Este día el Ministerio de Salud reportó 13056 nuevos casos siendo este el día en el que más casos diarios se reportaron. Además, esa semana se consideró como el pico de la primera ola de la pandemia en el país.
- 30 de agosto: El presidente Iván Duque anuncia el final de la cuarentena luego de más de 150 días de aislamiento, lo cual indicaría la fase de reapertura gradual de otros establecimientos públicos, sin embargo, se mantiene cuarentena no obligatoria o selectiva, a excepciones con los casos activos, casos en estudio y aquellos que ya posean la enfermedad.[73][74]

#### Septiembre
- 9 y 10 de septiembre: El ministerio de Salud advierte de un posible aumento en los casos confirmados debido a las conglomeraciones por las Protestas por la muerte de Javier Ordóñez.
- 24 de septiembre: Se reportaron 6.555 casos nuevos para un total de 790.823 casos confirmados, 24.924 fallecidos, 674.961 recuperados, y más de 3 millones y medio de pruebas realizadas, siendo este el día en el que más casos diarios de recuperados se han reportado hasta la fecha, mostrando una tendencia a la baja de los casos activos.

#### Octubre
- 23 de octubre: El Gobierno nacional, el Ministerio de Salud y algunas alcaldías tomaron medidas restrictivas para Halloween para evitar nuevos rebrotes. Algunas de estas fueron: toques de queda en algunas ciudades para ese fin de semana, restricciones de movilidad, prohibiciones en reuniones y fiestas con aglomeraciones, entre otras.
- 24 de octubre: El Ministerio de Salud reportó 5.727 nuevos recuperados, 8.769 nuevos casos y 198 fallecidos, para un total de 907.379 recuperados, 1.007.711 casos confirmados, 30.000 fallecidos y 4.718.734 muestras procesadas, superando así la barrera del millón de casos confirmados y la de los 30.000 muertos, después de 232 días desde el primer caso confirmado de COVID-19 en el país.

#### Noviembre
- 25 de noviembre: El ministerio de Salud y el presidente Iván Duque extiende el aislamiento selectivo hasta febrero de 2021 para mitigar la propagación de la pandemia durante las celebraciones de fin de año.

#### Diciembre
- 18 y 19 de diciembre: El Instituto Nacional de Salud reportó más de 13 mil casos en las últimas 24 horas, superando así la cifra más alta de contagios de COVID-19 (13.056, cifra que se tenía desde el 19 de agosto) desde el inicio de la pandemia en el país.

### 2021

#### Enero
- 5 de enero: El Instituto Nacional de Vigilancia de Medicamentos y Alimentos (INVIMA) autorizó el ingreso y uso de la vacuna de Pfizer contra el COVID-19 en el país.[75]
- 13 de enero: Con cerca de 20.000 casos nuevos de contagios confirmados y un 92% de ocupación de Unidades de Cuidados Intensivos, el país alcanzó el pico de la segunda ola de COVID-19.[76]
- 15 de enero: La Alcaldía Mayor de Bogotá estableció una nueva cuarentena total en la ciudad y el inicio de un plan de restricciones por localidades debido al incremento de casos de COVID-19.[77]
- 18 de enero: El Ministerio de Educación anunció el inicio de un plan de alternancia escolar en los establecimientos educativos de 26 departamentos del país.[78]
- 26 de enero: Falleció por COVID-19 el ministro de defensa Carlos Holmes Trujillo, se decretaron 3 días de luto nacional.[79]
- 30 de enero: El Ministerio de Salud confirmó la presencia de la nueva cepa brasileña de COVID-19 en el país.[80]

#### Febrero
- 15 de febrero: Llegó el primer lote de 50.000 vacunas de Pfizer procedentes de Bélgica.[81]
- 15 de febrero: La Alcaldía Mayor de Bogotá comenzó el plan de regreso gradual y progresivo a las clases presenciales en colegios oficiales, con la reapertura de 8 instituciones educativas.[82]
- 18 de febrero: Comienza el plan de vacunación en Colombia: Verónica Machado, la enfermera jefe de la Unidad de Cuidados Intensivos del Hospital Universitario de Sincelejo recibió la primera dosis de la vacuna en el país.[83]
- 20 de febrero: Llegó el segundo lote de 192.000 vacunas de Sinovac procedentes de Países Bajos.[84]
- 24 de febrero: Llegó el tercer lote de 50.310 vacunas de Pfizer procedentes de Bélgica.[85]

#### Abril
- 15 de abril: empieza toque de queda continuo hasta el lunes 19 de abril de 8:00 p. m. a 5:00 a. m. y seguirá el pico y cédula en todo Antioquia
- 16 de abril: El Ministerio de Salud confirma los 2 primeros casos de la Variante británica de COVID-19 en el territorio nacional.

#### Mayo
- 9 de mayo: Colombia sobrepasa los 3 millones de casos confirmados después de que el Ministerio de Salud reportara 17.222 casos nuevos ese día.
- 23 de mayo: Se reportan 21 669 casos superando los casos del segundo pico 21 078.
- 25 de mayo: El Ministerio de Salud confirma el primer caso de la Variante andina de COVID-19 en el territorio nacional.
- 26 de mayo: Se reportan 23 487 casos.
- 27 de mayo: Se reportan 25 092 casos.

#### Junio
- 2 de junio: El Ministerio de Salud confirma 27 000 casos nuevos de COVID-19 en el territorio nacional.
- 4 de junio: El Ministerio de Salud reporta 30 000 casos nuevos, superando así la cifra récord desde el inicio de la pandemia en Colombia.
- 21 de junio: El país supera los 100 000 muertos por COVID-19.
- 22 de junio: El Instituto Nacional de Salud presentó una cifra corregida de muertes por COVID-19 en el país del día anterior en 754, siendo el valor más alto alcanzado en toda la pandemia.[86]
- 23 de junio: Llegó el primer lote de 480 000 vacunas de Janssen procedentes de Estados Unidos.[87] Además, el país supera los 4 000 000 de contagios por COVID-19, con 29 995 contagios.

#### Julio
- 23 de julio: Llegó el segundo lote de 2 500 000 vacunas de Janssen dadas en donación por el gobierno de los Estados Unidos.[88]
- 24 de julio: El presidente Iván Duque confirma la presencia de la Variante Delta en el país, detectado en la ciudad de Cali.
- 25 de julio: Llegó el primer lote compuesto por 3 500 000 vacunas de Moderna dadas en donación por el gobierno de los Estados Unidos.[89]

#### Agosto
- 1 de agosto: Bogotá alcanza la cifra de 5 millones de vacunas aplicadas contra el COVID-19 entre sus habitantes, logrando de esta manera llegar al 50% para alcanzar la inmunidad de rebaño.[90]

#### Octubre
- 30 de octubre: Colombia supera oficialmente la barrera de los 5 millones de casos positivos de COVID-19 con el reporte del día de 1629 nuevos casos y 33 fallecidos.

### 2022

#### Febrero
- 10 de febrero: Colombia supera oficialmente la barrera de los 6 millones de casos positivos de COVID-19 con el reporte del día de 8269 nuevos casos y 179 fallecidos.

#### Junio
- 21 de Junio: El Presidente Iván Duque y el ministro de Salud Fernando Ruíz anuncian el levantamiento de la Emergencia Sanitaria a partir del 1° de julio de 2022.

## Medidas tomadas
El 12 de marzo de 2020, el gobierno nacional declaró la emergencia sanitaria con el fin de tomar medidas rápidas frente a la COVID-19. Esa declaración vino acompañada de medidas como cancelar todos los eventos públicos con más de 500 participantes y suspender el tráfico de cruceros. Durante el transcurso de la pandemia, a nivel nacional y local, se han tomado[actualizar] medidas como el «pico y género», donde los días pares salen los hombres y los impares las mujeres y los transgénero, según la identidad que les correspondiera. Otra medida ha sido el «pico y cédula», que impide la circulación de personas y entrada a establecimientos comerciales, ciertos días a la semana, según el dígito final del documento de identidad.
Entre estas medidas de aislamiento se impuso la restricción de la movilidad a las personas mayores de 70 años, que se confinaban en sus casas y no se les permitía salir de sus casas sino una hora al día tres veces por semana. El gobierno fue acusado de discriminación y de violentar el derecho a la igualdad de todos los ciudadanos.

## Impacto

### En comunidades indígenas
Amnistía Internacional ha advertido sobre la situación de las comunidades indígenas : «Los pueblos indígenas en Colombia están en alerta máxima. El gobierno está implementando medidas preventivas para el COVID-19 en el país, sin garantizar adecuadamente sus derechos fundamentales. Si históricamente no han tenido acceso a la salud, al agua o a la alimentación, en el contexto de esta pandemia esta situación es muchísimo más grave porque no cuentan con condiciones sanitarias y sociales para enfrentar adecuadamente el COVID-19».
El 13 de febrero de 2021 fallece por complicaciones de COVID-19, el líder indígena kankuamo, Luis Fernando Arias, consejero mayor de la Organización nacional Indígena de Colombia, ONIC. El observatorio de los derechos territoriales de los indígenas ha informado que las comunidades se encuentran inmersas en la pandemia en situación de inseguridad jurídica, territorial y alimentaria, con pocas garantías para acceder al derecho a la salud, con gran rezago frente a las condiciones de vida del resto del país, siendo también afectados por situaciones de violencia. Las recomendaciones que ha hecho el Ministerio de Salud están relacionadas con la permanencia en el territorio, que se limite el acceso de personas ajenas en el territorio; se emprendan acciones de vigilancia comunitaria, se difunda información clara sobre la situación y cuenten con intérpretes para difundir información sobre las medidas tomadas por el gobierno, en su lengua. Debido a que las comunidades no contaban con recursos para implementar estas medidas, hubo muchos pronunciamientos en contra. La vulnerabilidad y afectación que enfrentan actualmente los pueblos indígenas de Colombia frente a la pandemia del COVID-19, hace urgente el fortalecimiento inmediato de respuestas coordinadas con las autoridades étnicas, las comunidades y las organizaciones indígenas y afrodescendientes a nivel nacional y local. Estas comunidades continúan expuestas a riesgos de violencia y desplazamiento forzado por lo que la protección de estas comunidades se hace urgente.  

### En centros penitenciarios
Otro de los reportes más inquietantes de la situación pandémica de Colombia ha sido que la situación sanitaria en las diferentes prisiones de Colombia ha entrado en una crisis carcelaria, la cual se suma a la ya existente sobrepoblación de las cárceles. Desde finales de marzo hasta el primer caso reportado de COVID-19 en prisión el 5 de abril, con antesala a este problema se presentó una serie de motines que preocupó a los propios reos sobre la falta de garantías acerca del tratamiento sanitario y víveres así como de la vulnerabilidad en el proceso de protección de los derechos humanos en las cárceles, que conllevó a desatar en diferentes prisiones saqueos, motines y muertos. Para el 19 de mayo se reportaban casos de COVID-19 en internos, guardias y trabajadores de la cárcel municipal de Villavicencio, con 867 casos; en Leticia, con 90 casos; en La Picota de Bogotá, con 5 casos; en Las Heliconias de Caquetá con 8 casos; en Picaleña de Ibagué con 24 casos; en Guaduas con 1 caso, en la cárcel El Bosque de Barranquilla con 1 caso, en la cárcel Rodrigo de Bastidas de Santa Marta, con 2 casos; y en la Cárcel de Ternera en Cartagena con 241 caso.
Para el 24 de julio se reportaron 6 casos de Covid-19 en la Cárcel de Cómbita.[cita requerida]

### En educación y la cultura

#### En las bibliotecas públicas de Nariño
Las bibliotecas públicas son una de las infraestructuras culturales con mayor presencia en los territorios y departamentos de Colombia. La Red Nacional de Bibliotecas Públicas (RNBP) y las redes departamentales, así como otras instancias, desarrollan constantemente estrategias de articulación y formación quepermiten orientar y acompañar los servicios que dichas biblioteca sprestan a la comunidad.
La crisis desatada por el COVID-19 ha puesto sobre la mesa la necesidad de fortalecer el acceso a herramientas de comunicación y conocimientos que permitan a las bibliotecas continuar prestando sus servicios en escenarios de aislamiento social, así como el fortalecimiento de su acción en los territorios.
A pesar de las dudas que lo digital y el traslado de los servicios bibliotecarios a Internet despertaban, las y los bibliotecarios de Nariño decidieron dar un paso adelante y poner en marchaestrategias haciendo uso de Facebook, WhatsApp y de las radios comunitarias. Además de sortear la incertidumbre frente al impacto de las herramientas adoptadas, las personas encargadas de dar continuidad al funcionamiento de las bibliotecas públicas, debieron sortear en algunos casos la carencia de insumos, herramientas y conocimiento que les permitiera llevar sus iniciativas a un nivel óptimo.

## Opinión pública
| ¿Es la COVID-19 una preocupación principal en su país? (Ipsos) | ¿Es la COVID-19 una preocupación principal en su país? (Ipsos) | ¿Es la COVID-19 una preocupación principal en su país? (Ipsos) | ¿Es la COVID-19 una preocupación principal en su país? (Ipsos) | ¿Es la COVID-19 una preocupación principal en su país? (Ipsos) | ¿Es la COVID-19 una preocupación principal en su país? (Ipsos) | ¿Es la COVID-19 una preocupación principal en su país? (Ipsos) | ¿Es la COVID-19 una preocupación principal en su país? (Ipsos) | ¿Es la COVID-19 una preocupación principal en su país? (Ipsos) | ¿Es la COVID-19 una preocupación principal en su país? (Ipsos) | ¿Es la COVID-19 una preocupación principal en su país? (Ipsos) | ¿Es la COVID-19 una preocupación principal en su país? (Ipsos) |
| 2020                                                           | 2020                                                           | 2020                                                           | 2020                                                           | 2021                                                           | 2021                                                           | 2022                                                           | 2022                                                           | 2023                                                           | 2023                                                           | 2024                                                           | 2024                                                           |
| OpciónMes                                                      | Muestra                                                        | Sí                                                             | Ref(s).                                                        | Sí                                                             | Ref.                                                           | Sí                                                             | Ref.                                                           | Sí                                                             | Ref.                                                           | Sí                                                             | Ref.                                                           |
| -------------------------------------------------------------- | -------------------------------------------------------------- | -------------------------------------------------------------- | -------------------------------------------------------------- | -------------------------------------------------------------- | -------------------------------------------------------------- | -------------------------------------------------------------- | -------------------------------------------------------------- | -------------------------------------------------------------- | -------------------------------------------------------------- | -------------------------------------------------------------- | -------------------------------------------------------------- |
| Enero                                                          | —                                                              | —                                                              | —                                                              | —                                                              | [ 97 ]                                                         | 16%                                                            | [ 98 ]                                                         | 3%                                                             | [ 99 ]                                                         | 2%                                                             | [ 100 ]                                                        |
| Febrero                                                        | —                                                              | —                                                              | —                                                              | —                                                              | [ 101 ]                                                        | 13%                                                            | [ 102 ]                                                        | 2%                                                             | [ 103 ]                                                        | 2%                                                             | [ 104 ]                                                        |
| Marzo                                                          | —                                                              | —                                                              | —                                                              | —                                                              | [ 105 ]                                                        | 6%                                                             | [ 106 ]                                                        | 2%                                                             | [ 107 ]                                                        | 2%                                                             | [ 108 ]                                                        |
| Abril                                                          | —                                                              | —                                                              | [ 109 ]                                                        | 29%                                                            | [ 110 ]                                                        | 4%                                                             | [ 111 ]                                                        | 2%                                                             | [ 112 ]                                                        | 2%                                                             | [ 113 ]                                                        |
| Mayo                                                           | —                                                              | —                                                              | [ 114 ]                                                        | 28%                                                            | [ 115 ]                                                        | 5%                                                             | [ 116 ]                                                        | 1%                                                             | [ 117 ]                                                        | —                                                              | —                                                              |
| Junio                                                          | —                                                              | —                                                              | [ 118 ] [ 119 ]                                                | 22%                                                            | [ 120 ]                                                        | 4%                                                             | [ 121 ]                                                        | 2%                                                             | [ 122 ]                                                        | —                                                              | —                                                              |
| Julio                                                          | —                                                              | —                                                              | [ 123 ] [ 119 ]                                                | 26%                                                            | [ 124 ]                                                        | 3%                                                             | [ 125 ]                                                        | 2%                                                             | [ 126 ]                                                        | —                                                              | —                                                              |
| Agosto                                                         | —                                                              | —                                                              | [ 127 ] [ 128 ]                                                | 19%                                                            | [ 129 ]                                                        | 4%                                                             | [ 130 ]                                                        | 1%                                                             | [ 131 ]                                                        | —                                                              | —                                                              |
| Septiembre                                                     | —                                                              | —                                                              | [ 132 ] [ 133 ]                                                | 12%                                                            | [ 134 ] [ 135 ]                                                | 4%                                                             | [ 136 ]                                                        | 2%                                                             | [ 137 ]                                                        | —                                                              | —                                                              |
| Octubre                                                        | —                                                              | —                                                              | [ 138 ] [ 139 ]                                                | 9%                                                             | [ 140 ]                                                        | 3%                                                             | [ 141 ]                                                        | 1%                                                             | [ 142 ]                                                        | —                                                              | —                                                              |
| Noviembre                                                      | —                                                              | —                                                              | [ 143 ] [ 139 ]                                                | 10%                                                            | [ 144 ]                                                        | 2%                                                             | [ 145 ]                                                        | 0%                                                             | [ 146 ]                                                        | —                                                              | —                                                              |
| Diciembre                                                      | —                                                              | —                                                              | [ 147 ] [ 148 ]                                                | 10%                                                            | [ 149 ]                                                        | 4%                                                             | [ 150 ]                                                        | 3%                                                             | [ 151 ]                                                        | —                                                              | —                                                              |